# ラグビー日本代表歴代キャップ保持者一覧
ラグビー日本代表歴代キャップ保持者一覧とは、日本ラグビーフットボール協会が認定するキャップ対象試合（テストマッチ）に出場したラグビー日本代表選手の一覧。1982年12月に日本ラグビーフットボール協会がキャップ制度を制定。制度開始以前の試合に関しては1930年のカナダ遠征（ブリティッシュコロンビア州代表戦）まで遡ってキャップが付与。
2024年にはキャップ保持者は700名を超え、歴代最多キャップ保持者トップ3は大野均、リーチマイケル 、小野澤宏時（2024年8月現在）。

## キャップ保持者一覧
- 初Cap＆最新Cap日は試合No.で表記
- 現役選手は太字に
- 氏名：代表ゲームキャプテン経験者はⒸ、代表 監督/HC経験者はⒽ、W杯メンバーはⓦと表記
- 生年月日：故人は年齢が表示されないように「生年月日と年齢」のテンプレートで設定

| 氏名                           | 生年月日                | 最新Cap  | Cap数 | 1st Cap | 出身地域/高校/大学・社会人 等 | ポジション   | No. |
| ------------------------------ | ----------------------- | -------- | ----- | ------- | --- | ------------ | --- |
| サム・グリーン                 | 1994年8月16日（30歳）   | 391 🏴󠁧󠁢󠁷󠁬󠁳󠁿   | 1     | 391🏴󠁧󠁢󠁷󠁬󠁳󠁿   | オーストラリア： レッズ → レッズ → 静岡ブルーレヴズ                                                                                   | SO、FB       |     |
| 木村星南                       | 1999年6月24日（26歳）   | 391 🏴󠁧󠁢󠁷󠁬󠁳󠁿   | 1     | 391 🏴󠁧󠁢󠁷󠁬󠁳󠁿  | 大阪府：大阪産大附属高校→ 東海大学→東芝ブレイブルーパス東京                                                                           | PR           |     |
| 江良颯                         | 2001年9月18日（23歳）   | 391 🏴󠁧󠁢󠁷󠁬󠁳󠁿   | 1     | 391 🏴󠁧󠁢󠁷󠁬󠁳󠁿  | 大阪府：大阪桐蔭高校 → 帝京大学 →クボタスピアーズ船橋・東京ベイ                                                                       | PR           |     |
| ハラトア・ヴァイレア           | 1999年2月14日（26歳）   | 391 🏴󠁧󠁢󠁷󠁬󠁳󠁿   | 2     | 390 🏴󠁧󠁢󠁷󠁬󠁳󠁿  | トンガ：日体柏高校 → 日本体育大学 →クボタスピアーズ船橋・東京ベイ                                                                     | SO、FB       |     |
| 中楠一期                       | 2000年6月1日（25歳）    | 391 🏴󠁧󠁢󠁷󠁬󠁳󠁿   | 2     | 390 🏴󠁧󠁢󠁷󠁬󠁳󠁿  | 神奈川県：國學院久我山高校 → 慶應義塾大学 → リコーブラックラムズ東京                                                                  | SO、FB       |     |
| 北村瞬太郎                     | 2002年3月28日（23歳）   | 390 🏴󠁧󠁢󠁷󠁬󠁳󠁿   | z     | 390 🏴󠁧󠁢󠁷󠁬󠁳󠁿  | 神奈川県：國學院栃木高校 → 立命館大学 → 静岡ブルーレヴズ                                                                              | SH           |     |
| ワイサケ・ララトゥブア         | 1998年3月17日（27歳）   | 391 🏴󠁧󠁢󠁷󠁬󠁳󠁿   | 2     | 390 🏴󠁧󠁢󠁷󠁬󠁳󠁿  | フィジー：ラトゥ・サー・ララスクナメモリアル高校→ 東海大学 → コベルコ神戸スティーラーズ                                               | LO           |     |
| 石田吉平                       | 2000年4月28日（25歳）   | 391 🏴󠁧󠁢󠁷󠁬󠁳󠁿   | 2     | 390 🏴󠁧󠁢󠁷󠁬󠁳󠁿  | 兵庫県：常翔学園高校 → 明治大学 → 横浜キヤノンイーグルス                                                                              | WTB          |     |
| 紙森陽太                       | 1999年4月26日（26歳）   | 391 🏴󠁧󠁢󠁷󠁬󠁳󠁿   | 2     | 390 🏴󠁧󠁢󠁷󠁬󠁳󠁿  | 大阪府：大阪桐蔭高校 → 近畿大学 → クボタスピアーズ船橋・東京ベイ                                                                      | PR           |     |
| 李承爀                         | 1999年1月27日（26歳）   | 389 🏴󠁧󠁢󠁥󠁮󠁧󠁿   | 1     | 389 🏴󠁧󠁢󠁥󠁮󠁧󠁿  | 兵庫県：大阪朝鮮高校 → 帝京大学 → 三重ホンダ                                                                                          | HO           | 716 |
| 松永拓朗                       | 1998年8月13日（26歳）   | 390 🏴󠁧󠁢󠁷󠁬󠁳󠁿   | 5     | 386 🇳🇿  | 大阪府：大阪産大附属高校 → 天理大学 → 東芝ブレイブルーパス                                                                            | SO、FB       | 715 |
| オペティ・ヘル                 | 1998年7月22日（27歳）   | 388 🇺🇾   | 2     | 386 🇳🇿  | トンガ：クボタスピアーズ船橋・東京ベイ                                                                                                | PR           | 714 |
| 濱野隼大                       | 2001年5月2日（24歳）    | 388 🇺🇾   | 2     | 385 🇫🇯  | ロトルアボーイズハイスクール → コベルコ神戸スティーラーズ                                                                             | WTB          | 713 |
| 松岡賢太                       | 1997年6月6日（28歳）    | 389 🏴󠁧󠁢󠁥󠁮󠁧󠁿   | 5     | 384 🇼🇸  | 京都成章高校 → 明治大学 → コベルコ神戸スティーラーズ                                                                                  | HO           | 712 |
| エピネリ・ウルイヴァイティ     | 1996年7月7日（29歳）    | 391 🏴󠁧󠁢󠁷󠁬󠁳󠁿   | 8     | 384 🇼🇸  | フィジー：三菱重工相模原ダイナボアーズ                                                                                                | LO           | 711 |
| アイザイア・マプスア           | 2000年12月21日（24歳）  | 388 🇺🇾   | 5     | 382 🇨🇦  | ニュージーランド： 慶應義塾大 →トヨタV                                                                                                | LO、FL       | 710 |
| ニコラス・マクカラン           | 1996年6月13日（29歳）   | 389 🏴󠁧󠁢󠁥󠁮󠁧󠁿   | 7     | 382 🇨🇦  | ニュージーランド： 帝京大学 → 東芝ブレイブルーパス → トヨタV                                                                          | CTB          | 709 |
| マロ・ツイタマ                 | 1996年3月23日（29歳）   | 390 🏴󠁧󠁢󠁷󠁬󠁳󠁿   | 8     | 382 🇨🇦  | サモア：スコッツ高(ニュージーランド) → 静岡ブルーレヴズ                                                                               | WTB          | 708 |
| 桑野詠真                       | 1994年10月11日（30歳）  | 382 🇨🇦   | 2     | 381 🇮🇹  | 福岡県：筑紫高 →早稲田大学 → 静岡ブルーレヴズ                                                                                         | LO           | 707 |
| 小山大輝                       | 1994年10月31日（30歳）  | 386 🇳🇿   | 7     | 380 🇬🇪  | 北海道：芦別高 → 大東文化大 → 埼玉ワイルドナイツ                                                                                      | SH           | 706 |
| 岡部崇人                       | 1995年2月19日（30歳）   | 389 🏴󠁧󠁢󠁥󠁮󠁧󠁿   | 8     | 380 🇬🇪  | 奈良県：上宮高→ 関西学院大 → 横浜キヤノンイーグルス                                                                                   | PR           | 705 |
| 藤原忍                         | 1999年2月8日（26歳）    | 391 🏴󠁧󠁢󠁷󠁬󠁳󠁿   | 12    | 379 🏴󠁧󠁢󠁥󠁮󠁧󠁿  | 大阪府：日本航空高(石川) → 天理大→ クボタ船橋東京ベイ                                                                                 | SH           | 704 |
| 山本凱                         | 2000年3月17日（25歳）   | 379 🏴󠁧󠁢󠁥󠁮󠁧󠁿   | 1     | 379 🏴󠁧󠁢󠁥󠁮󠁧󠁿  | 神奈川県：慶應義塾高 → 慶應義塾大(経済学部) → 東京SG                                                                                  | FL、No8      | 703 |
| 為房慶次朗                     | 2001年9月3日（23歳）    | 391 🏴󠁧󠁢󠁷󠁬󠁳󠁿   | 11    | 379 🏴󠁧󠁢󠁥󠁮󠁧󠁿  | 大阪府：常翔学園高 → 明治大(文学部) → クボタ船橋東京ベイ                                                                              | PR           | 702 |
| 矢崎由高                       | 2004年5月12日（21歳）   | 386 🇳🇿   | 5     | 379 🏴󠁧󠁢󠁥󠁮󠁧󠁿  | 新潟県：桐蔭学園高 → 早稲田大 (スポーツ科学部)                                                                                        | FB           | 701 |
| サミソニ・トゥア               | 1995年5月24日（30歳）   | 381 🇮🇹   | 3     | 379 🏴󠁧󠁢󠁥󠁮󠁧󠁿  | トンガ：摂南大 → NTTドコモレッドハリケーンズ → 浦安DR                                                                                 | CTB          | 700 |
| ティエナン・コストリー         | 2000年6月14日（25歳）   | 385 🇫🇯   | 6     | 379 🏴󠁧󠁢󠁥󠁮󠁧󠁿  | ニュージーランド：環太平洋大 → コベルコ神戸S                                                                                          | FL、No8      | 699 |
| 原田衛                         | 1999年4月15日（26歳）   | 391 🏴󠁧󠁢󠁷󠁬󠁳󠁿   | 12    | 379 🏴󠁧󠁢󠁥󠁮󠁧󠁿  | 兵庫県：桐蔭学園高 → 慶應義塾大(総合政策学部) → 東芝BL東京                                                                            | HO           | 698 |
| 茂原隆由                       | 2000年3月17日（25歳）   | 386 🇳🇿   | 6     | 379 🏴󠁧󠁢󠁥󠁮󠁧󠁿  | 群馬県：高崎工業高 → 中央大 → 静岡ブルーレヴズ                                                                                        | PR           | 697 |
| 福田健太                       | 1996年12月19日（28歳）  | 377 🇼🇸   | 1     | 377 🇼🇸  | 埼玉県：明治大 → トヨタV→ 東京SG | SH           | 696 |
| サウマキアマナキ               | 1997年3月8日（28歳）    | 381 🇮🇹   | 5     | 374 🇮🇹  | トンガ：トゥポウカレッジ →イーグルス → コベルコ神戸S                                                                                  | LO、FL、No8  | 695 |
| 長田智希                       | 1999年11月25日（25歳）  | 389 🏴󠁧󠁢󠁥󠁮󠁧󠁿   | 17    | 371 🇼🇸  | 大阪府：東海大仰星高 → 早稲田大(スポーツ科学部) → 東京SG                                                                              | CTB、WTB     | 694 |
| ジョネ・ナイカブラ             | 1994年4月12日（31歳）   | 389 🏴󠁧󠁢󠁥󠁮󠁧󠁿   | 17    | 371 🇼🇸  | フィジー：摂南大 → 東芝BL東京 | WTB          | 693 |
| 福井翔大                       | 1999年9月28日（25歳）   | 375 🇨🇱   | 3     | 371 🇼🇸  | 福岡県：東福岡高校 → 埼玉ワイルドナイツ                                                                                               | FL、No8      | 692 |
| ファカタヴァアマト             | 1994年2月7日（31歳）    | 390 🏴󠁧󠁢󠁷󠁬󠁳󠁿   | 14    | 371 🇼🇸  | トンガ：ティマルボーイズ高 → 大東文化大 → ブラックラムズ東京                                                                          | LO、FL、No8  | 691 |
| 中尾隼太                       | 1995年1月20日（30歳）   | 370 🇫🇷   | 1     | 370 🇫🇷  | 長崎県：長崎北陽台高 → 鹿児島大 → 東芝BL東京 → 三重ホンダヒート                                                                       | SO           | 690 |
| 下川甲嗣                       | 1999年1月17日（26歳）   | 389 🏴󠁧󠁢󠁥󠁮󠁧󠁿   | 14    | 368 🇳🇿  | 福岡県：修猷館高 → 早稲田大(スポーツ科学部) → 東京SG                                                                                  | LO、FL       | 689 |
| 辻雄康                         | 1995年10月28日（29歳）  | 367 🇫🇷   | 1     | 367 🇫🇷  | 東京都：慶應義塾高 → 慶應義塾大(文学部) → 東京SG                                                                                      | LO           | 688 |
| 高橋汰地                       | 1996年6月24日（29歳）   | 384 🇼🇸   | 2     | 366 🇫🇷  | 兵庫県：常翔学園高 → 明治大 → トヨタV                                                                                                 | WTB          | 687 |
| 森川由起乙                     | 1993年2月6日（32歳）    | 389 🏴󠁧󠁢󠁥󠁮󠁧󠁿   | 5     | 366 🇫🇷  | 兵庫県：京都成章高 → 帝京大 → 東京SG                                                                                                  | PR           | 686 |
| 李承信                         | 2001年1月13日（24歳）   | 391 🏴󠁧󠁢󠁷󠁬󠁳󠁿   | 20    | 365 🇺🇾  | 兵庫県：大阪朝鮮高 → コベルコ神戸S | SO           | 685 |
| サナイラ・ワクァ               | 1995年7月17日（30歳）   | 389 🏴󠁧󠁢󠁥󠁮󠁧󠁿   | 10    | 365 🇺🇾  | フィジー：ヘイスティングボーイズ高校 → GR東葛 → 花園L                                                                                 | LO           | 684 |
| ゲラード・ファンデンヒーファー | 1989年4月13日（36歳）   | 369 🏴󠁧󠁢󠁥󠁮󠁧󠁿   | 5     | 365 🇺🇾  | 南アフリカ共和国：プレトリア大 → クボタ船橋東京ベイ                                                                                   | WTB、FB      | 683 |
| 秋山大地                       | 1996年11月14日（28歳）  | 389 🏴󠁧󠁢󠁥󠁮󠁧󠁿   | 2     | 364 🇺🇾  | 徳島県：県立つるぎ高 → 帝京大 → トヨタV                                                                                               | LO           | 682 |
| メイン平                       | 2000年9月5日（24歳）    | 364 🇺🇾   | 1     | 364 🇺🇾  | 宮崎県：奈良県立御所実業高 → BR東京                                                                                                   | SO、FB       | 681 |
| シオネ・ラベマイ               | 1994年5月8日（31歳）    | 364 🇺🇾   | 1     | 364 🇺🇾  | トンガ：セントビーズカレッジ → 拓殖大学 → 東芝BL東京 → 浦安DR → 東京SG                                                                | LO、FL       | 680 |
| 海士広大                       | 1994年10月7日（30歳）   | 364 🇺🇾   | 1     | 364 🇺🇾  | 大阪府：常翔学園高 → 同志社大 → クボタ船橋東京ベイ                                                                                    | PR           | 679 |
| 竹内柊平                       | 1997年12月9日（27歳）   | 391 🏴󠁧󠁢󠁷󠁬󠁳󠁿   | 15    | 364 🇺🇾  | 宮崎県：県立宮崎工業高 → 九州共立大 → SA浦安 → 浦安DR                                                                                 | PR           | 678 |
| 竹山晃暉                       | 1996年9月25日（28歳）   | 364 🇺🇾   | 1     | 364 🇺🇾  | 栃木県：奈良県立御所実業高 → 帝京大 → 埼玉ワイルドナイツ                                                                              | WTB、FB      | 677 |
| 根塚洸雅                       | 1998年9月15日（26歳）   | 380 🇬🇪   | 3     | 364 🇺🇾  | 兵庫県：東海大学付属仰星高 → 法政大 → クボタ船橋東京ベイ                                                                              | WTB          | 676 |
| 飯野晃司                       | 1994年10月12日（30歳）  | 364 🇺🇾   | 1     | 364 🇺🇾  | 愛知県：県立三好高 → 帝京大学 → 東京SG                                                                                                | FL           | 675 |
| 淺岡俊亮                       | 1996年6月24日（29歳）   | 364 🇺🇾   | 1     | 364 🇺🇾  | 京都府：京都成章高等学校/帝京大学 → トヨタV                                                                                           | PR           | 674 |
| ワーナー・ディアンズ           | 2002年4月11日（23歳）   | 391 🏴󠁧󠁢󠁷󠁬󠁳󠁿   | 23    | 362 🇵🇹  | ニュージーランド：流通経済大学付属柏高 → 東芝BL東京                                                                                   | LO           | 673 |
| 中野将伍                       | 1997年6月11日（28歳）   | 391 🏴󠁧󠁢󠁷󠁬󠁳󠁿   | 9     | 362 🇵🇹  | 福岡県：県立東筑高等学校/早稲田大学 → 東京SG                                                                                          | CTB          | 672 |
| ディラン・ライリー             | 1997年5月2日（28歳）    | 391 🏴󠁧󠁢󠁷󠁬󠁳󠁿   | 29    | 360 🇦🇺  | オーストラリア：ボンド大学 → 埼玉ワイルドナイツ                                                                                       | CTB          | 671 |
| ベン・ガンター                 | 1997年10月24日（27歳）  | 391 🏴󠁧󠁢󠁷󠁬󠁳󠁿   | 11    | 360 🇦🇺  | オーストラリア：ブリスベン男子カレッジ→ 埼玉ワイルドナイツ                                                                            | LO、FL       | 670 |
| シェーン・ゲイツ               | 1992年9月27日（32歳）   | 367 🇫🇷   | 4     | 359 🇮🇪  | 南アフリカ共和国：ミューアカレッジ男子高/NTTコム → 浦安DR                                                                             | CTB          | 669 |
| セミシ・マシレワ               | 1992年6月9日（33歳）    | 376 🏴󠁧󠁢󠁥󠁮󠁧󠁿   | 7     | 359 🇮🇪  | フィジー：フィールディング高/近鉄 | WTB、FB      | 668 |
| ジャック・コーネルセン         | 1994年10月13日（30歳）  | 391 🏴󠁧󠁢󠁷󠁬󠁳󠁿   | 22    | 358     | オーストラリア：クイーンズランド大学 → 埼玉ワイルドナイツ                                                                             | LO、FL、No8  | 667 |
| クレイグ・ミラー               | 1990年10月29日（34歳）  | 378 🇦🇷   | 17    | 358     | ニュージーランド：オタゴ大学 → 埼玉ワイルドナイツ                                                                                     | PR           | 666 |
| 齋藤直人Ⓒ                      | 1997年8月26日（27歳）   | 391 🏴󠁧󠁢󠁷󠁬󠁳󠁿   | 25    | 358     | 神奈川県：桐蔭学園高 → 早稲田大 → サントリー → スタッド・トゥール―ザン [FRA]                                                          | SH           | 665 |
| シオサイア・フィフィタ         | 1998年12月20日（26歳）  | 389 🏴󠁧󠁢󠁥󠁮󠁧󠁿   | 16    | 358     | トンガ：日本航空高等学校石川 → 天理大 → 近鉄                                                                                          | CTB、WTB     | 664 |
| 北出卓也                       | 1992年9月14日（32歳）   | 352 🇿🇦   | 1     | 352 🇿🇦  | 京都府：東海大学付属仰星高等学校/東海大学 → サントリー → 神戸                                                                         | HO           | 663 |
| 木津悠輔                       | 1995年12月2日（29歳）   | 369 🏴󠁧󠁢󠁥󠁮󠁧󠁿   | 6     | 349 🇫🇯  | 大分県：県立由布高 → 天理大 → トヨタV                                                                                                 | PR           | 662 |
| ピーター・ラブスカフニ Ⓒ       | 1989年1月11日（36歳）   | 378 🇦🇷   | 19    | 349 🇫🇯  | 南アフリカ共和国：フリーステート大 → クボタ                                                                                           | FL           | 661 |
| ジェームス・ムーア             | 1993年6月11日（32歳）   | 373 🇫🇯   | 15    | 349 🇫🇯  | オーストラリア：ブリスベンステート高 → 宗像サニックス → SA浦安 → 浦安DR                                                               | LO           | 660 |
| 梶村祐介                       | 1995年9月13日（29歳）   | 389 🏴󠁧󠁢󠁥󠁮󠁧󠁿   | 7     | 348 🇷🇺  | 兵庫県：報徳学園高 → 明治大 → サントリー → 横浜                                                                                       | CTB          | 659 |
| 中島イシレリ                   | 1989年7月9日（36歳）    | 362 🇵🇹   | 9     | 346 🇳🇿  | トンガ：リアホナ高校 → 流通経済大 → 神戸製鋼                                                                                          | PR、LO、No8  | 658 |
| 西川征克                       | 1987年5月18日（38歳）   | 247 🏴󠁧󠁢󠁥󠁮󠁧󠁿   | 3     | 345 🇬🇪  | 大阪府：東海大学付属仰星高 → 関西学院大 → サントリー                                                                                  | FL           | 657 |
| 具智元                         | 1994年7月20日（31歳）ⓦ  | 378 🇦🇷   | 29    | 341 🇹🇴  | 韓国：日本文理大学附属高 → 拓殖大 → ホンダ → 神戸                                                                                     | PR           | 656 |
| フェツアニ・ラウタイミ         | 1992年10月21日（32歳）  | 342 🇫🇷   | 3     | 340 🇦🇺  | トンガ：摂南大 → トヨタ自動車 | No8          | 655 |
| テアウパシオネ                 | 1992年7月9日（33歳）    | 342 🇫🇷   | 3     | 340 🇦🇺  | トンガ：流通経済大 → クボタ | CTB          | 654 |
| ヴァルアサエリ愛               | 1989年5月7日（36歳）    | 378 🇦🇷   | 30    | 340 🇦🇺  | トンガ：正智深谷高 → 埼玉工業大 → 埼玉ワイルドナイツ                                                                                  | PR           | 653 |
| ヴィンピー・ファンデルヴァルト | 1989年1月6日（36歳）    | 369 🏴󠁧󠁢󠁥󠁮󠁧󠁿   | 21    | 340 🇦🇺  | 南アフリカ共和国：ネルスプロイト高 → NTTドコモ → 浦安DR                                                                               | LO、FL       | 652 |
| 姫野和樹Ⓒ                      | 1994年7月27日（31歳）   | 389 🏴󠁧󠁢󠁥󠁮󠁧󠁿   | 36    | 340 🇦🇺  | 愛知県：中部大学春日丘高 → 帝京大学 → トヨタV                                                                                         | FL、No8      | 651 |
| ウィリアム・トゥポウ           | 1990年7月20日（35歳）   | 356 🏴󠁧󠁢󠁳󠁣󠁴󠁿 ⓦ | 12    | 338 🇮🇪  | ニュージーランド：ブリスベンステート高 → コカ・コーラ → トヨタV                                                                       | CTB、FB      | 650 |
| 庭井祐輔                       | 1991年10月22日（33歳）  | 361 🇮🇪   | 10    | 337 🇷🇴  | 兵庫県：報徳学園高 → 立命館大学 → キヤノン                                                                                            | HO           | 649 |
| デレック・カーペンター         | 1988年7月26日（37歳）   | 338 🇮🇪   | 2     | 337 🇷🇴  | ニュージーランド：オークランド大学 → サントリー → NEC                                                                                 | SO、CTB      | 648 |
| 堀越康介                       | 1995年6月2日（30歳）    | 370 🇫🇷   | 7     | 336 🇭🇰  | 群馬県：桐蔭学園高 → 帝京大学 → サントリー                                                                                            | PR、HO       | 647 |
| 鹿尾貫太                       | 1995年9月6日（29歳）    | 336 🇭🇰   | 2     | 335 🇭🇰  | 福岡県：東福岡高 → 東海大学 → ヤマハ発動機                                                                                            | CTB          | 646 |
| 山沢拓也                       | 1994年9月21日（30歳）   | 381 🇮🇹   | 9     | 334 🇰🇷  | 埼玉県：県立深谷高 → 筑波大学 → 埼玉ワイルドナイツ                                                                                    | SO、FB       | 645 |
| 浅堀航平                       | 1994年2月3日（31歳）    | 336 🇭🇰   | 2     | 333 🇰🇷  | 京都府：京都成章高 → 帝京大学 → | PR           | 644 |
| 伊東力                         | 1990年1月11日（35歳）   | 333 🇰🇷   | 1     | 333 🇰🇷  | 長崎県：県立諫早農業高 → 龍谷大学 → ヤマハ発動機                                                                                      | WTB          | 643 |
| 須藤元樹                       | 1994年1月28日（31歳）   | 334 🇰🇷   | 2     | 333 🇰🇷  | 東京都：國學院大學久我山高 → 明治大学 → サントリー                                                                                    | PR           | 642 |
| 尾崎晟也                       | 1995年7月11日（30歳）   | 364 🇺🇾   | 4     | 333 🇰🇷  | 京都府：市立伏見工業高 → 帝京大学 → サントリー                                                                                        | WTB、FB      | 641 |
| 小倉順平                       | 1992年7月11日（33歳）   | 339 🇮🇪   | 4     | 333 🇰🇷  | 東京都：桐蔭学園高 → 早稲田大学 → NTTコム → 横浜                                                                                      | SO           | 640 |
| 流大 Ⓒ                         | 1992年9月4日（32歳）    | 376 🏴󠁧󠁢󠁥󠁮󠁧󠁿   | 36    | 333 🇰🇷  | 福岡県：熊本県立荒尾高 → 帝京大学 → サントリー                                                                                        | SH           | 639 |
| 德永祥尭                       | 1992年4月10日（33歳）   | 362 🇵🇹   | 15    | 333 🇰🇷  | 兵庫県：関西学院高 → 関西学院大学 → 東芝BL東京                                                                                        | FL、No8      | 638 |
| 小澤直輝                       | 1988年10月8日（36歳）   | 336 🇭🇰   | 4     | 333 🇰🇷  | 神奈川県：桐蔭学園高 → 慶應義塾大学 → サントリー                                                                                      | FL、No8      | 637 |
| 柳川大樹                       | 1989年2月19日（36歳）   | 333 🇰🇷   | 1     | 333 🇰🇷  | 徳島県：県立城東高 → 大阪体育大学 → リコー                                                                                            | LO、FL       | 636 |
| 大戸裕矢                       | 1990年3月9日（35歳）    | 348 🇷🇺   | 5     | 333 🇰🇷  | 埼玉県：正智深谷高 → 立命館大学 → ヤマハ発動機                                                                                        | LO           | 635 |
| 石原慎太郎                     | 1990年6月17日（35歳）   | 345 🇬🇪   | 11    | 333 🇰🇷  | 東京都：國學院大學久我山高 → 明治大学 → サントリー                                                                                    | PR           | 634 |
| 日野剛志                       | 1990年1月20日（35歳）   | 364 🇺🇾   | 5     | 331 🏴󠁧󠁢󠁷󠁬󠁳󠁿  | 福岡県：県立筑紫高 → 同志社大学 → ヤマハ発動機                                                                                        | HO           | 633 |
| 山路泰生                       | 1985年2月20日（40歳）   | 330 🇬🇪   | 1     | 330 🇬🇪  | 東京都：長崎南山高 → 神奈川大学 → キヤノン                                                                                            | PR           | 632 |
| 布巻峻介                       | 1992年7月13日（33歳）   | 347 🏴󠁧󠁢󠁥󠁮󠁧󠁿   | 7     | 330 🇬🇪  | 福岡県：東福岡高 → 早稲田大学 → 埼玉ワイルドナイツ                                                                                    | FL、CTB      | 631 |
| 小川高廣                       | 1991年3月18日（34歳）   | 364 🇺🇾   | 3     | 329 🇦🇷  | 福岡県：東福岡高等学校/日本大学 → 東芝BL東京                                                                                          | SH           | 630 |
| ラファエレティモシー           | 1991年8月19日（33歳）   | 364 🇺🇾   | 28    | 329 🇦🇷  | ニュージーランド：山梨学院大学 → 神戸製鋼                                                                                             | SO、CTB      | 629 |
| 山本幸輝                       | 1990年10月29日（34歳）  | 351 🇺🇸   | 7     | 329 🇦🇷  | 滋賀県：滋賀県立八幡工業高等学校/近畿大学 → ヤマハ発動機 → 神戸                                                                       | PR           | 628 |
| 松橋周平                       | 1993年11月24日（31歳）  | 339 🇮🇪   | 8     | 329 🇦🇷  | 長野県：船橋市立船橋高等学校/明治大学 → リコー                                                                                        | No8          | 627 |
| マルジーン・イラウア           | 1993年6月5日（32歳）    | 336 🇭🇰   | 7     | 329 🇦🇷  | ニュージーランド：ケルトン男子高/帝京大学 → 東芝BL東京→ 清水建設 → コカ・コーラ → 静岡                                                | FL           | 626 |
| 伊藤平一郎                     | 1990年10月5日（34歳）   | 338 🇮🇪   | 6     | 329 🇦🇷  | 大分県：県立大分舞鶴高等学校/早稲田大学 → ヤマハ発動機                                                                                | PR           | 625 |
| レメキロマノラヴァ             | 1989年1月20日（36歳）   | 378 🇦🇷   | 20    | 329 🇦🇷  | トンガ：ランコーン高/ホンダ → サニックス → 東葛 → 三重ホンダヒート                                                                    | WTB、FB      | 624 |
| ロトアヘアアマナキ大洋         | 1990年4月14日（35歳）   | 348 🇷🇺   | 8     | 329 🇦🇷  | トンガ：花園大学 → リコー | CTB          | 623 |
| 三村勇飛丸                     | 1989年2月27日（36歳）   | 331 🏴󠁧󠁢󠁷󠁬󠁳󠁿   | 2     | 329 🇦🇷  | 栃木県：県立佐野高等学校/明治大学 → ヤマハ発動機                                                                                      | FL           | 622 |
| ヘルウヴェ                     | 1990年7月12日（35歳）   | 374 🇮🇹   | 19    | 329 🇦🇷  | トンガ：拓殖大学 → ヤマハ発動機 → クボタ船橋東京ベイ → 浦安DR                                                                         | LO、FL       | 621 |
| アニセサムエラ                 | 1986年8月30日（38歳）   | 347 🏴󠁧󠁢󠁥󠁮󠁧󠁿   | 12    | 329 🇦🇷  | フィジー：フィジー工科大学 → キヤノン → 静岡ブルーレヴズ                                                                              | LO           | 620 |
| 梶川喬介                       | 1987年9月5日（37歳）    | 332 🇫🇯   | 4     | 329 🇦🇷  | 福岡県：福岡工業大学附属城東高 → 福岡工業大学 → 東芝                                                                                  | LO           | 619 |
| 仲谷聖史                       | 1981年10月27日（43歳）  | 332 🇫🇯   | 4     | 329 🇦🇷  | 大阪府：府立島本高 → 立命館大学 → ヤマハ発動機                                                                                        | PR           | 618 |
| 松田力也                       | 1994年5月3日（31歳）    | 381 🇮🇹   | 39    | 326 🇨🇦  | 京都府：市立伏見工業高 → 帝京大学 → 埼玉ワイルドナイツ → トヨタV                                                                      | SO、CTB      | 617 |
| 茂野海人                       | 1990年11月21日（34歳）  | 367 🇫🇷   | 16    | 326 🇨🇦  | 大阪府：江の川高 → 大東文化大学 → トヨタV                                                                                             | SH           | 616 |
| パエアミフィポセチ             | 1987年7月6日（38歳）    | 328 🏴󠁧󠁢󠁳󠁣󠁴󠁿   | 3     | 326 🇨🇦  | トンガ：埼玉工業大 → NTTドコモ | SO、CTB      | 615 |
| 笹倉康誉                       | 1988年8月4日（37歳）    | 328 🏴󠁧󠁢󠁳󠁣󠁴󠁿   | 3     | 326 🇨🇦  | 神奈川県：向上高 → 関東学院大学 → 埼玉ワイルドナイツ                                                                                  | CTB、FB      | 614 |
| 細田佳也                       | 1987年8月5日（38歳）    | 333 🇰🇷   | 2     | 326 🇨🇦  | 長野県：長野県飯田高 → 日本大学 → NEC                                                                                                 | FL           | 613 |
| 中嶋大希                       | 1996年3月25日（29歳）   | 366 🇫🇷   | 4     | 324 🇰🇷  | 埼玉県：県立深谷高 → 流通経済大学 → NEC → コベルコ神戸                                                                                | SH           | 612 |
| ファウルア・マキシ             | 1997年1月20日（28歳）   | 391 🏴󠁧󠁢󠁷󠁬󠁳󠁿   | 16    | 324 🇰🇷  | トンガ：日本航空高等学校石川 → 天理大学 → クボタ船橋東京ベイ                                                                          | No8          | 611 |
| 橋本大吾                       | 1994年1月28日（31歳）   | 366 🇫🇷   | 3     | 324 🇰🇷  | 埼玉県：県立深谷高 → 筑波大学 → 東芝                                                                                                  | PR           | 610 |
| 安田卓平                       | 1996年5月20日（29歳）   | 325 🇭🇰   | 2     | 324 🇰🇷  | 京都府：同志社高 → 同志社大学 → NTTコム → 浦安DR                                                                                      | FB           | 609 |
| 古川聖人                       | 1996年12月6日（28歳）   | 365 🇺🇾   | 3     | 324 🇰🇷  | 福岡県：東福岡高 → 立命館大学 → トヨタV → 横浜                                                                                        | FL           | 608 |
| 三浦昌悟                       | 1995年6月8日（30歳）    | 385 🇫🇯   | 14    | 323 🇭🇰  | 秋田県：県立秋田工業高 → 東海大学 → トヨタV                                                                                           | PR           | 607 |
| 金正奎                         | 1991年10月3日（33歳）   | 335 🇭🇰   | 7     | 323 🇭🇰  | 大阪府：常翔啓光学園高 → 早稲田大学 → NTTコム → 浦安DR                                                                                | FL           | 606 |
| アタアタ・モエアキオラ         | 1996年2月6日（29歳）    | 352 🇿🇦   | 4     | 322 🇰🇷  | トンガ：目黒学院高 → 東海大学 → 神戸製鋼                                                                                              | SO、CTB      | 605 |
| 坂手淳史 Ⓒ                     | 1993年6月21日（32歳）   | 386 🇳🇿   | 47    | 322 🇰🇷  | 京都府：京都成章高 → 帝京大学 → パナソニック                                                                                          | HO           | 604 |
| 前田土芽                       | 1996年11月30日（28歳）  | 325 🇭🇰   | 4     | 322 🇰🇷  | 長崎県：海星高 → 筑波大学 → NTTコム → 東葛                                                                                            | SO、CTB      | 603 |
| 井上大介                       | 1989年11月16日（35歳）  | 323 🇭🇰   | 2     | 322 🇰🇷  | 奈良県：天理高 → 天理大学 → クボタ | SH           | 602 |
| 小瀧尚弘                       | 1992年6月13日（33歳）   | 362 🇵🇹   | 11    | 322 🇰🇷  | 鹿児島県：鹿児島実業高 → 帝京大学 → 東芝 → 神戸                                                                                       | LO           | 601 |
| 東恩納寛太                     | 1992年11月26日（32歳）  | 332 🇫🇯   | 4     | 322 🇰🇷  | 沖縄県：県立名護高 → 帝京大学 → キヤノン                                                                                              | PR           | 600 |
| 野口竜司                       | 1995年7月15日（30歳）   | 365 🇺🇾   | 14    | 322 🇰🇷  | 大阪府：東海大学付属仰星高 → 東海大 → パナソニック                                                                                    | FB           | 599 |
| 山下一                         | 1992年6月14日（33歳）   | 324 🇰🇷   | 3     | 322 🇰🇷  | 長崎県：県立長崎北高 → 筑波大 → 豊田自動織機                                                                                          | FB           | 598 |
| 石橋拓也                       | 1992年8月19日（32歳）   | 325 🇭🇰   | 4     | 322 🇰🇷  | 福岡県：県立小倉高 → 慶應義塾大 → NTTコム → 浦安DR                                                                                    | FL、CTB      | 597 |
| 児玉健太郎                     | 1992年1月28日（33歳）   | 325 🇭🇰   | 4     | 322 🇰🇷  | 福岡県：県立小倉高 → 慶應義塾大学 → パナソニック → 神戸製鋼 → 東葛                                                                    | WTB、FB      | 596 |
| テビタ・タタフ                 | 1996年1月2日（29歳）    | 389 🏴󠁧󠁢󠁥󠁮󠁧󠁿   | 20    | 322 🇰🇷  | サモア：目黒学院高 → 東海大学 → 東海大 → サントリー → ユニオン・ボルドー・ベグル [FRA]                                                | No8          | 595 |
| 安藤泰洋                       | 1987年8月22日（37歳）   | 326 🇨🇦   | 2     | 322 🇰🇷  | 秋田県：県立秋田工業高 → 関東学院大学 → トヨタ自動車                                                                                  | FL、No8      | 594 |
| 山本浩輝                       | 1992年11月17日（32歳）  | 364 🇺🇾   | 6     | 322 🇰🇷  | 大阪府：石見智翠館高 → 筑波大学 → 東芝                                                                                                | FL           | 593 |
| 谷田部洸太郎                   | 1986年7月29日（39歳）   | 339 🇮🇪   | 15    | 322 🇰🇷  | 群馬県：樹徳高 → 国士舘大学 → パナソニック                                                                                            | LO           | 592 |
| 知念雄                         | 1990年11月18日（34歳）  | 336 🇭🇰   | 6     | 322 🇰🇷  | 沖縄県：県立那覇西高 → 順天堂大大院 → 東芝 → 相模原                                                                                   | PR           | 591 |
| 森太志                         | 1988年4月25日（37歳）   | 323 🇭🇰   | 2     | 322 🇰🇷  | 東京都：仙台育英学園高 → 帝京大学 → 東芝                                                                                              | HO           | 590 |
| 北川賢吾                       | 1992年8月27日（32歳）   | 325 🇭🇰   | 3     | 322 🇰🇷  | 福岡県：東福岡高 → 同志社大学 → クボタ                                                                                                | PR           | 589 |
| 渡邉隆之                       | 1994年5月27日（31歳）   | 339 🇮🇪   | 10    | 315 🇺🇾  | 北海道：札幌山の手高 → 東海大学 → 神戸製鋼                                                                                            | PR           | 588 |
| ティム・ベネット               | 1990年8月1日（35歳）    | 328 🏴󠁧󠁢󠁳󠁣󠁴󠁿   | 5     | 311 🇨🇦  | オーストラリア：ペナントヒルズ高 → キヤノン → 宗像サニックス → 東葛                                                                   | CTB          | 587 |
| 村田毅                         | 1988年12月15日（36歳）  | 323 🇭🇰   | 7     | 307 🇰🇷  | 神奈川県：慶應義塾志木高 → 慶應義塾大学 → NEC → 日野 → 花園                                                                           | FL           | 586 |
| 宇佐美和彦                     | 1992年3月17日（33歳）   | 333 🇰🇷   | 10    | 307 🇰🇷  | 愛媛県：県立西条高 → 立命館大学 → キヤノン                                                                                            | LO           | 585 |
| 松井千士                       | 1994年11月11日（30歳）  | 308 🇭🇰   | 2     | 307 🇰🇷  | 大阪府：常翔学園高 → 同志社大学 → サントリー → 横浜【東京五輪7人制 主将】                                                             | WTB          | 584 |
| 垣永真之介                     | 1991年12月19日（33歳）  | 371 🇼🇸   | 12    | 306 🇬🇪  | 福岡県：東福岡高 → 早稲田大学 → サントリー                                                                                            | PR           | 583 |
| 稲垣啓太                       | 1990年6月2日（35歳）    | 378 🇦🇷   | 53    | 305 🇷🇴  | 新潟県：県立新潟工業高 → 関東学院大学 → パナソニック                                                                                  | PR           | 582 |
| カーン・ヘスケス               | 1985年8月1日（40歳）    | 332 🇫🇯   | 16    | 305 🇷🇴  | ニュージーランド：オタゴ大学 → サニックス                                                                                             | CTB、WTB     | 581 |
| アマナキ・レレィ・マフィ       | 1990年1月11日（35歳）   | 359 🇮🇪   | 29    | 305 🇷🇴  | トンガ：トンガ・カレッジ → 花園大学 → NTTコム → 横浜                                                                                  | No8          | 580 |
| 林泰基                         | 1985年4月26日（40歳）   | 300 🇭🇰   | 3     | 297 🇵🇭  | 大阪府：大阪桐蔭高 → 立命館大学 → パナソニック → 日野                                                                                 | SO、CTB      | 579 |
| 堀江恭佑                       | 1990年7月11日（35歳）   | 326 🇨🇦   | 3     | 297 🇵🇭  | 東京都：東京高 → 明治大学 → ヤマハ発動機 → 日野                                                                                       | No8          | 578 |
| 村田大志                       | 1988年5月29日（37歳）   | 298 🇱🇰   | 2     | 297 🇵🇭  | 長崎県：県立長崎北陽台高 → 早稲田大学 → サントリー                                                                                    | CTB          | 577 |
| 松島幸太朗                     | 1993年2月26日（32歳）   | 378 🇦🇷   | 55    | 297 🇵🇭  | 南アフリカ共和国：桐蔭学園高 → サントリー → ASMクレルモン → サントリー                                                                | WTB、FB      | 576 |
| ヘイデン・ホップグッド         | 1980年7月30日（45歳）   | 316 🇺🇾   | 11    | 297 🇵🇭  | ニュージーランド：シャーリー男子高 → 釜石シーウェイブス                                                                               | FL           | 575 |
| 山田章仁                       | 1985年7月26日（40歳）   | 347 🏴󠁧󠁢󠁥󠁮󠁧󠁿   | 25    | 295 🇷🇺  | 福岡県：県立小倉高 → 慶應義塾大学 → パナソニック→NTTコム→リヨン→シアトル・シーウルブズ→九州                                           | WTB、FB      | 574 |
| 中村亮土 Ⓒ                     | 1991年6月3日（34歳）    | 378 🇦🇷   | 39    | 286 🇦🇪  | 鹿児島県：鹿児島実業高 → 帝京大学 → サントリー                                                                                        | SO、CTB      | 573 |
| 安井龍太                       | 1989年12月6日（35歳）   | 289 🏴󠁧󠁢󠁷󠁬󠁳󠁿   | 2     | 286 🇦🇪  | 京都府：東海大学付属仰星高 → 東海大学 → 神戸製鋼→横浜                                                                                 | FL           | 572 |
| クレイグ・ウィング             | 1979年12月26日（45歳）  | 321 🇺🇸ⓦ  | 11    | 286 🇦🇪  | オーストラリア：NSW大学 → NTTコム → 神戸製鋼                                                                                          | SO、CTB      | 571 |
| 浅原拓真                       | 1987年9月7日（37歳）    | 345 🇬🇪   | 12    | 283 🇵🇭  | 山梨県：県立甲府工業高 → 法政大学 → 東芝 → 日野                                                                                       | PR           | 570 |
| 福岡堅樹                       | 1992年9月7日（32歳）    | 357 🇿🇦 ⓦ | 38    | 283 🇵🇭  | 福岡県：県立福岡高 → 筑波大学 → パナソニック                                                                                          | WTB          | 569 |
| マレ・サウ                     | 1987年10月30日（37歳）  | 328 🏴󠁧󠁢󠁳󠁣󠁴󠁿   | 27    | 283 🇵🇭  | ニュージーランド：タンガロア高 → ヤマハ発動機 →トヨタ自動車                                                                           | SO、CTB      | 568 |
| 三上正貴                       | 1988年6月4日（37歳）    | 348 🇷🇺   | 35    | 283 🇵🇭  | 青森県：県立青森工業高 → 東海大学 → 東芝                                                                                              | PR           | 567 |
| マイケル・ブロードハースト     | 1986年10月30日（38歳）  | 321 🇺🇸ⓦ  | 26    | 281 🇷🇴  | ニュージーランド：キャンピオン高 → リコー                                                                                             | FL、No8      | 566 |
| ツイヘンドリック               | 1987年12月13日（37歳）  | 356 🏴󠁧󠁢󠁳󠁣󠁴󠁿 ⓦ | 47    | 279 🇹🇴  | ニュージーランド：デラセラ高 → 帝京大学 → パナソニック → サントリー → 浦安DR                                                          | FL           | 565 |
| 森川海斗                       | 1988年5月27日（37歳）   | 275 🇦🇪   | 1     | 275 🇦🇪  | 千葉県：県立佐倉高 → 東海大学 → ホンダ                                                                                                | CTB          | 564 |
| 桑水流裕策                     | 1985年10月23日（39歳）  | 277 🇭🇰   | 3     | 275 🇦🇪  | 鹿児島県：県立鹿児島工業高 → 福岡大学 → コカ・コーラウエスト                                                                          | FL           | 563 |
| 藤田慶和                       | 1993年9月8日（31歳）    | 342 🇫🇷   | 31    | 275 🇦🇪  | 京都府：東福岡高 → 早稲田大学 → パナソニック → 三重【東京五輪7人制】                                                                  | WTB、FB      | 562 |
| 橋本大輝                       | 1987年2月7日（38歳）    | 275 🇦🇪   | 1     | 275 🇦🇪  | 福岡県：九州国際大付属高 → 京都産業大学 → 神戸製鋼                                                                                    | FL           | 561 |
| 望月雄太                       | 1981年8月21日（43歳）   | 280 🇼🇸   | 7     | 274 🇰🇿  | 神奈川県：桐蔭学園高 → 同志社大学 → 東芝                                                                                              | FL           | 560 |
| 坪井秀龍                       | 1989年3月21日（36歳）   | 275 🇦🇪   | 2     | 274 🇰🇿  | 岡山県：県立岡山工業高 → 帝京大学 → 中国電力                                                                                          | PR           | 559 |
| 内田啓介 Ⓒ                     | 1992年2月22日（33歳）   | 337 🇷🇴   | 22    | 274 🇰🇿  | 滋賀県：京都市立伏見工業 → 筑波大学 → パナソニック                                                                                    | SH           | 558 |
| 立川理道 Ⓒ                     | 1989年12月2日（35歳）   | 387 🇫🇷   | 62    | 274 🇰🇿  | 奈良県：天理高 → 天理大学 → クボタ | SO、CTB      | 557 |
| 仙波智裕                       | 1982年10月26日（42歳）  | 282 🇬🇪   | 9     | 274 🇰🇿  | 滋賀県：県立八幡工業高 → 同志社大学 → 東芝                                                                                            | CTB          | 556 |
| 田村優 Ⓒ                       | 1989年1月9日（36歳）    | 367 🇫🇷   | 70    | 274 🇰🇿  | 愛知県：國學院栃木高 → 明治大学 → NEC→キヤノン                                                                                        | SO           | 555 |
| 藤井淳                         | 1982年8月10日（42歳）   | 280 🇼🇸   | 6     | 274 🇰🇿  | 愛知県：名古屋市立西陵商業高 → 明治大学 → 東芝                                                                                        | SH           | 554 |
| 伊藤鐘史                       | 1980年12月2日（44歳）   | 319 🏴󠁧󠁢󠁳󠁣󠁴󠁿ⓦ  | 36    | 274 🇰🇿  | 兵庫県：県立兵庫工業高 → 京都産業大学 → リコー→神戸製鋼,京産大監督、Honda HEATFWコーチ                                                | LO、FL、No8  | 553 |
| 有田隆平                       | 1989年3月21日（36歳）   | 310 🇭🇰   | 9     | 274 🇰🇿  | 福岡県：東福岡高 → 早稲田大学 → コカ・コーラ→ 神戸製鋼                                                                                | PR、HO       | 552 |
| 長江有祐                       | 1985年7月19日（40歳）   | 308 🇭🇰   | 18    | 274 🇰🇿  | 岐阜県：中部大学春日丘高 → 京都産業大学 → リコー→豊田自動織機→近鉄→中部電力                                                           | PR           | 551 |
| マリー・ウィリアムス           | 1982年6月27日（43歳）   | 273 🇨🇦ⓦ  | 6     | 265 🇼🇸  | ニュージーランド：オークランド大学 → 豊田自動織機                                                                                     | SO           | 550 |
| 西原忠佑                       | 1988年1月2日（37歳）    | 269 🇺🇸   | 3     | 265 🇼🇸  | 大阪府：大阪桐蔭高 → 明治大学 → パナソニック                                                                                          | FL           | 549 |
| 上野隆太                       | 1985年10月2日（39歳）   | 264 🇱🇰   | 1     | 264 🇱🇰  | 京都府：東海大学付属仰星高 → 明治大学 → トヨタ自動車                                                                                  | HO           | 548 |
| 宇薄岳央                       | 1985年9月28日（39歳）   | 271 🇳🇿ⓦ  | 7     | 263 🇦🇪  | 大阪府：東海大学付属仰星高 → 同志社大学 → 東芝                                                                                        | FB           | 547 |
| 上田泰平                       | 1982年3月3日（43歳）    | 271 🇳🇿ⓦ  | 6     | 261 🇭🇰  | 福岡県：中村学園三陽高 → 福岡大学 → ホンダ                                                                                            | CTB、WTB、FB | 546 |
| 日和佐篤                       | 1987年5月22日（38歳）   | 321 🇺🇸ⓦ  | 51    | 261 🇭🇰  | 兵庫県：報徳学園高 → 法政大学 → サントリー → 神戸                                                                                     | SH           | 545 |
| アイブスジャスティン           | 1984年5月24日（41歳）   | 321 🇺🇸ⓦ  | 33    | 261 🇭🇰  | ニュージーランド：タイエリ高 → パナソニック → キヤノン → クボタ                                                                       | LO           | 544 |
| 谷口到                         | 1984年10月1日（40歳）   | 272 🇹🇴ⓦ  | 10    | 260 🇷🇺  | 茨城県：茗溪学園高 → 筑波大学 → 神戸製鋼 → 豊田自動織機シャトルズ愛知                                                                 | No8          | 543 |
| 田邉淳                         | 1978年6月25日（47歳）   | 272 🇹🇴ⓦ  | 3     | 260 🇷🇺  | 奈良県：報徳学園高 → クライストチャーチ教育大学 → パナソニック → クボタスピアーズ アシスタントコーチ                                  | FB           | 542 |
| 山中亮平                       | 1988年6月22日（37歳）   | 378 🇦🇷   | 29    | 253     | 大阪府：東海大学付属仰星高 → 早稲田大学 → 神戸製鋼：サンウルブズ                                                                      | SO、FB       | 541 |
| 和田耕二                       | 1985年4月14日（40歳）   | 260 🇷🇺   | 5     | 253     | 福岡県：東福岡高 → 法政大学 → トヨタ自動車                                                                                            | SH、WTB      | 540 |
| 金澤良                         | 1981年7月13日（44歳）   | 258 🇹🇴   | 3     | 253     | 大阪府：大阪工業大学高 → 法政大学 → リコー → NTTドコモレッドハリケーンズ                                                              | CTB          | 539 |
| 藤田望                         | 1984年10月2日（40歳）   | 273 🇨🇦ⓦ  | 14    | 252 🇰🇷  | 埼玉県：埼玉工業大学深谷高 → 中央大学 → ホンダ                                                                                        | PR           | 538 |
| 湯原祐希                       | 1984年1月21日(36歳没)   | 315 🇺🇾   | 22    | 252 🇰🇷  | 千葉県：流通経済大学付属柏高 → 流通経済大学 → 東芝                                                                                    | HO           | 537 |
| 長友泰憲                       | 1985年5月3日（40歳）    | 280 🇼🇸   | 9     | 252 🇰🇷  | 宮崎県：県立高鍋高 → 中央大学 → サントリー                                                                                            | WTB          | 536 |
| バツベイシオネ                 | 1983年3月14日（42歳）   | 273 🇨🇦ⓦ  | 8     | 252 🇰🇷  | トンガ：拓殖大学 → パナソニック→豊田自動織機→クボタスピアーズ                                                                         | FL、No8      | 535 |
| 真壁伸弥                       | 1987年3月26日（38歳）   | 345 🇬🇪   | 37    | 251 🇨🇦  | 宮城県：仙台市立仙台工業高 → 中央大学 → サントリー：サンウルブズ                                                                      | LO、FL       | 534 |
| 木津武士                       | 1988年7月15日（37歳）   | 329 🇦🇷   | 44    | 251 🇨🇦  | 大阪府：東海大学付属仰星高 → 東海大学 → 神戸製鋼→日野レッドドルフィンズ                                                               | HO           | 533 |
| アリシ・トゥプアイレイ         | 1980年9月28日（44歳）   | 273 🇨🇦ⓦ  | 20    | 250 🇨🇦  | サモア：リンウッド高 → ホンダ→キヤノン                                                                                                | CTB          | 532 |
| ダニエル・ケート               | 1980年4月2日（45歳）    | 250 🇨🇦   | 1     | 250 🇨🇦  | ニュージーランド：ネーピア男子高 → トヨタ自動車→ヤマハ発動機ジュビロ                                                                  | LO           | 531 |
| 堀江翔太 Ⓒ                     | 1986年1月21日（39歳）   | 378 🇦🇷   | 76    | 250 🇨🇦  | 大阪府：府立島本高 → 帝京大学 → パナソニック：レベルズ、サンウルブズ                                                                  | HO           | 530 |
| 豊田将万                       | 1986年5月15日（39歳）   | 255 🇭🇰   | 9     | 245 🇸🇬  | 福岡県：東福岡高 → 早稲田大学 → コカ・コーラウエスト                                                                                  | FL           | 529 |
| 安江祥光                       | 1984年8月25日（40歳）   | 244 🇰🇷   | 2     | 243 🇭🇰  | 千葉県：帝京高 → 帝京大学 → 神戸製鋼→三菱重工相模原ダイナボアーズ                                                                     | HO           | 528 |
| ジャック・タラント             | 1980年2月4日（45歳）    | 249 🇫🇯   | 7     | 242 🇰🇿  | ニュージーランド：フレーザー高 → 三菱重工相模原ダイナボアーズ→日本協会                                                                | CTB、WTB     | 527 |
| 仲村慎祐                       | 1987年8月18日（37歳）   | 256 🇫🇯   | 6     | 242 🇰🇿  | 兵庫県：報徳学園高 → 日本大学 → サントリー。2019ノーサイド・ゲーム出演。以後俳優としても活動                                          | PR           | 526 |
| 金井健雄                       | 1984年11月5日（40歳）   | 247      | 4     | 242 🇰🇿  | 群馬県：県立太田高 → 慶應義塾大学 → サントリー→神戸製鋼→東京SG→三重                                                                   | HO           | 525 |
| タウファ統悦                   | 1980年10月8日（44歳）   | 273 🇨🇦ⓦ  | 22    | 242 🇰🇿  | トンガ：トゥポ高 → 日本大学 → 近鉄 → 大阪学院大コーチ                                                                                 | No8          | 524 |
| 山下裕史                       | 1986年1月1日（39歳）    | 348 🇷🇺   | 51    | 242 🇰🇿  | 大阪府：市立都島工業高等学校/京都産業大学 → 神戸製鋼：チーフス                                                                        | PR           | 523 |
| ピエイ・マフィレオ             | 1986年3月3日（39歳）    | 241 🇺🇸   | 1     | 241 🇺🇸  | トンガ：トゥポ高 → 日本大学 → 釜石シーウェイブスPSIコストカッツ→横河武蔵野アトラスターズ                                              | WTB          | 522 |
| 入江順和                       | 1981年9月30日（43歳）   | 241 🇺🇸   | 1     | 241 🇺🇸  | 福岡県：県立八幡中央高 → 関東学院大学 → 三洋電機 → 関東学院大学ラグビー部BKコーチ                                                     | CTB          | 521 |
| 豊田真人                       | 1984年11月19日（40歳）  | 241 🇺🇸   | 1     | 241 🇺🇸  | 京都府：東海大学付属仰星高 → 東海大学 → 東芝                                                                                          | No8          | 520 |
| 川俣直樹                       | 1985年10月31日（39歳）  | 271 🇳🇿ⓦ  | 18    | 241 🇺🇸  | 東京都：正智深谷高 → 明治大学 → パナソニック→豊田自動織機→三菱重工相模原                                                              | PR           | 519 |
| リーチマイケル Ⓒ               | 1988年10月7日（36歳）   | 391 🏴󠁧󠁢󠁷󠁬󠁳󠁿   | 89    | 240 🇺🇸  | ニュージーランド：札幌山の手高 → 東海大学 → 東芝：チーフス、サンウルブズ                                                              | FL、No8      | 518 |
| 松下馨                         | 1983年11月23日（41歳）  | 258 🇹🇴   | 7     | 240 🇺🇸  | 兵庫県：報徳学園高 → 日本大学 → ヤマハ発動機 → トヨタ自動車                                                                           | WTB、FB      | 517 |
| 冨岡耕児                       | 1980年5月7日（45歳）    | 247      | 6     | 240 🇺🇸  | 大阪府：啓光学園高 → 立命館大学 → ヤマハ発動機→NTTドコモレッドハリケーンズ                                                            | WTB          | 516 |
| 畠山健介 Ⓒ                     | 1985年8月2日（40歳）    | 332 🇫🇯   | 78    | 240 🇺🇸  | 宮城県：仙台育英学園高 → 早稲田大学 → サントリー→フリージャックス→豊田自動織機                                                        | PR           | 515 |
| 平島久照                       | 1983年1月15日（42歳）   | 314 🇹🇴   | 42    | 240 🇺🇸  | 熊本県：県立熊本西高 → 福岡大学 → 神戸製鋼                                                                                            | PR           | 514 |
| 水山尚範                       | 1982年3月15日（43歳）   | 241 🇺🇸   | 3     | 236 🇹🇴  | 兵庫県：報徳学園高 → 法政大学 → NEC→NTTドコモ→神戸製鋼コベルコ                                                                        | HO           | 513 |
| ホラニ龍コリニアシ             | 1981年10月25日（43歳）  | 328 🏴󠁧󠁢󠁳󠁣󠁴󠁿   | 45    | 233 🇰🇿  | トンガ：埼玉工業大学深谷高 → 埼玉工業大学 → パナソニック                                                                              | FL、No8      | 512 |
| ウェブ将武                     | 1981年12月30日（43歳）  | 273 🇨🇦ⓦ  | 35    | 232     | ニュージーランド：リンカーン大学 → ワールド：コカ・コーラウエスト                                                                     | SO、FB       | 511 |
| 田中史朗                       | 1985年1月3日（40歳）    | 357 🇿🇦 ⓦ | 75    | 232     | 京都府：市立伏見工業高 → 京都産業大学 → パナソニック→ハイランダーズ →キヤノン→東葛                                                    | SH           | 510 |
| 佐藤平                         | 1982年2月6日（43歳）    | 234 🇭🇰   | 3     | 232     | 秋田県：県立秋田中央高 → 法政大学 → NEC                                                                                               | LO           | 509 |
| 猪瀬佑太                       | 1982年3月15日（43歳）   | 239 🇼🇸   | 6     | 232     | 茨城県：常総学院高 → 大阪体育大学 → NEC                                                                                               | PR           | 508 |
| 池谷陽輔                       | 1979年8月24日（45歳）   | 238 🇳🇿   | 3     | 232     | 広島県：崇徳高 → 法政大学 → サントリー                                                                                                | PR           | 507 |
| 佐藤貴志                       | 1981年6月10日（44歳）   | 234 🇭🇰   | 4     | 231 🇰🇷  | 大阪府：東海大学付属仰星高 → 同志社大学 → ヤマハ発動機、同志社大ラグビー部ヘッドコーチ                                                | SH           | 506 |
| 中山義孝                       | 1982年8月6日（43歳）    | 249 🇫🇯   | 11    | 231 🇰🇷  | 福岡県：大分県立大分舞鶴高 → 同志社大学 → トヨタ自動車                                                                                | FL           | 505 |
| 尾﨑章                         | 1978年4月5日（47歳）    | 234 🇭🇰   | 3     | 231 🇰🇷  | 長崎県：長崎南山高 → 同志社大学 → サントリー                                                                                          | PR           | 504 |
| 吉田大樹                       | 1981年11月16日（43歳）  | 245 🇸🇬   | 7     | 231 🇰🇷  | 茨城県：東京農業大学第二高 → 同志社大学 → 東芝                                                                                        | WTB          | 503 |
| ニコラスライアン               | 1979年5月23日（46歳）   | 280 🇼🇸   | 38    | 231 🇰🇷  | オーストラリア：オタゴ大 → サントリー→三菱重工相模原                                                                                  | CTB          | 502 |
| 篠塚公史                       | 1983年7月13日（42歳）   | 274 🇰🇿   | 6     | 231 🇰🇷  | 埼玉県：埼玉工業大学深谷高 → 法政大学 → サントリー → サントリーフーズ                                                                 | FL           | 501 |
| 金喆元                         | 1984年1月22日（41歳）   | 230🇨🇦ⓦ   | 2     | 229🏴󠁧󠁢󠁷󠁬󠁳󠁿ⓦ  | 韓国：三重県立朝明高 → 大阪体育大学 → 近鉄                                                                                            | SH           | 500 |
| 久住辰也                       | 1981年3月20日（44歳）   | 231 🇰🇷   | 3     | 227 🇦🇺ⓦ | 大阪府：関西創価高 → 大阪体育大学 → トヨタ自動車                                                                                      | WTB、FB      | 499 |
| グレン・マーシュ               | 1972年8月12日（52歳）   | 225      | 3     | 223 🇦🇺  | ニュージーランド：マヌレワ高 → NEC | FL、No8      | 498 |
| 杉浦敬宏                       | 1983年10月4日（41歳）   | 220 🇭🇰   | 1     | 220 🇭🇰  | 愛知県：岡崎城西高 → 愛知工業大学 → サニックス                                                                                        | PR           | 497 |
| 猪口拓                         | 1982年10月5日（42歳）   | 238 🇳🇿   | 7     | 220 🇭🇰  | 東京都：慶應義塾高 → 慶應義塾大学 → 東芝                                                                                              | HO           | 496 |
| 廣瀬俊朗 Ⓒ                     | 1981年10月17日（43歳）  | 315 🇺🇾   | 28    | 220 🇭🇰  | 大阪府：府立北野高 → 慶應義塾大学 → 東芝。2019ノーサイド・ゲーム出演                                                                  | SO           | 495 |
| 佐々木隆道 Ⓒ                   | 1983年10月30日（41歳）  | 280 🇼🇸   | 13    | 220 🇭🇰  | 大阪府：啓光学園高 → 早稲田大学 → サントリー → 日野レッドドルフィンズ → 横浜キヤノンFWコーチ                                          | FL           | 494 |
| トンプソンルーク               | 1981年4月16日（44歳）   | 357 🇿🇦 ⓦ | 71    | 220 🇭🇰  | ニュージーランド：リンカーン大 → 三洋電機 → 近鉄 → SA浦安 → 浦安DR                                                                    | LO           | 493 |
| 小野晃征                       | 1987年4月17日（38歳）   | 328 🏴󠁧󠁢󠁳󠁣󠁴󠁿   | 34    | 219 🇰🇷  | 愛知県：クライストチャーチ男子高 → サニックス→サントリー                                                                              | SO           | 492 |
| 北川勇次                       | 1986年8月11日（38歳）   | 271 🇳🇿ⓦ  | 6     | 219 🇰🇷  | 大阪府：大阪桐蔭高 → 関東学院大学 → パナソニック→釜石シーウェイブスRFC、2019ノーサイド・ゲーム出演                                    | LO           | 491 |
| 青木佑輔                       | 1983年6月19日（42歳）   | 294 🏴󠁧󠁢󠁳󠁣󠁴󠁿   | 30    | 219 🇰🇷  | 東京都：國學院大學久我山高 → 早稲田大学 → サントリー                                                                                  | HO           | 490 |
| 平浩二                         | 1983年1月12日（42歳）   | 271 🇳🇿ⓦ  | 32    | 219 🇰🇷  | 長崎県：長崎南山高 → 同志社大学 → サントリー                                                                                          | CTB          | 489 |
| ロビンスブライス               | 1980年9月19日（44歳）   | 273 🇨🇦ⓦ  | 25    | 219 🇰🇷  | ニュージーランド：ニュープリマス男子高 → リコー→NEC→ホンダ →宗像サニックス→SA浦安                                                     | SO、CTB      | 488 |
| ジェームス・アレジ             | 1979年8月11日（45歳）   | 273 🇨🇦ⓦ  | 32    | 219 🇰🇷  | ニュージーランド：オークランド大学 → NTTドコモ：ノッティンガム                                                                        | SO           | 487 |
| 吉田朋生                       | 1982年2月22日（43歳）   | 271 🇳🇿ⓦ  | 25    | 219 🇰🇷  | 京都府：東海大学付属仰星高 → 東海大学 → 東芝                                                                                          | SH           | 486 |
| 北川智規                       | 1983年7月25日（42歳）   | 227 🇦🇺ⓦ  | 3     | 217 🇭🇰  | 京都府：東山高等学校/関東学院大学 → 三洋電機                                                                                          | CTB          | 485 |
| 有賀剛                         | 1983年11月3日（41歳）   | 282 🇬🇪   | 18    | 217 🇭🇰  | 山梨県：県立日川高 → 関東学院大学 → サントリー。父は有賀健で親子2代に渡り代表選出                                                     | FB           | 484 |
| 谷口智昭                       | 1982年2月26日（43歳）   | 240 🇺🇸   | 12    | 212 🇹🇴  | 兵庫県：県立東播工業高 → 立命館大学 → トヨタ自動車                                                                                    | LO           | 483 |
| 守屋篤                         | 1981年12月28日（43歳）  | 233 🇰🇿   | 7     | 212 🇹🇴  | 京都府：花園高 → 立命館大学 → ヤマハ発動機                                                                                            | CTB          | 482 |
| 矢富勇毅                       | 1985年2月16日（40歳）   | 310 🇭🇰   | 16    | 210 🇰🇷  | 京都府：京都成章高 → 早稲田大学 → ヤマハ発動機                                                                                        | SH           | 481 |
| 今村雄太                       | 1984年10月31日（40歳）  | 296 🇪🇸   | 39    | 209     | 三重県：県立四日市農芸高 → 早稲田大学 → 神戸製鋼 → 宗像サニックスブルース                                                             | CTB          | 480 |
| 安藤栄次                       | 1982年5月14日（43歳）   | 226 🇮🇹   | 13    | 209     | 埼玉県：県立熊谷工業高 → 早稲田大学 → NEC → 三菱重工相模原 → 大阪体育大学ヘッドコーチ                                                 | SO           | 479 |
| 相馬朋和 Ⓒ                     | 1977年6月5日（48歳）    | 239 🇼🇸   | 24    | 208 🇪🇸  | 神奈川県：東京高 → 帝京大学 → 三洋電機、帝京大学 監督                                                                                 | PR           | 478 |
| 三宅敬                         | 1980年5月2日（45歳）    | 216 🇫🇯   | 4     | 208 🇪🇸  | 京都府：市立伏見工業高 → 関東学院大学 → 三洋電機 特定非営利法人ワイルドナイツスポーツプロモーション 代表理事                          | WTB          | 477 |
| 佐藤剛                         | 1977年7月16日（48歳）   | 223 🇦🇺   | 9     | 208 🇪🇸  | 埼玉県：東和大学附属昌平高 → 東京ガス→三洋電機→ホンダヒート                                                                           | LO           | 476 |
| 榎本淳平                       | 1979年11月30日（45歳）  | 208 🇪🇸   | 1     | 208 🇪🇸  | 東京都：保善高 → 関東学院大学 → 三洋電機                                                                                              | CTB          | 475 |
| 菊谷崇 Ⓒ                       | 1980年2月24日（45歳）   | 299 🇰🇷   | 68    | 208 🇪🇸  | 奈良県：県立御所工業高 → 大阪体育大学 → トヨタ自動車→キヤノン 【7人制:2005】日本大学ヘッドコーチ                                      | FL、No8      | 474 |
| 北川俊澄                       | 1981年2月7日（44歳）    | 289 🏴󠁧󠁢󠁷󠁬󠁳󠁿   | 43    | 208 🇪🇸  | 京都府：市立伏見工業高 → 関東学院大学 → トヨタ自動車                                                                                  | LO           | 473 |
| 冨岡鉄平                       | 1977年3月1日（48歳）    | 207 🇮🇪   | 2     | 206 🇮🇪  | 福岡県：中村学園三陽高 → 福岡工業大学 → 東芝                                                                                          | CTB          | 472 |
| フィリップ・オライリー         | 1980年7月24日（45歳）   | 251 🇨🇦   | 11    | 203 🇰🇷  | ニュージーランド：カンタベリー大学 → 三洋電機 → 横河電機                                                                              | FL           | 471 |
| カトニ・オツコロ               | 1982年8月23日（42歳）   | 205 🇨🇦   | 3     | 202 🇭🇰  | トンガ：埼玉工業大学深谷高 → 埼玉工業大学 → クボタ                                                                                    | CTB          | 470 |
| 中林正一                       | 1979年3月7日（46歳）    | 207 🇮🇪   | 4     | 202 🇭🇰  | 京都府：花園高 → 立命館大学 → ヤマハ発動機 → 立命館大学監督                                                                           | HO           | 469 |
| 高木重保                       | 1977年3月1日（48歳）    | 207 🇮🇪   | 5     | 200 🇺🇾  | 京都府：報徳学園高 → 龍谷大学 → ヤマハ発動機                                                                                          | PR           | 468 |
| 五郎丸歩 Ⓒ                     | 1986年3月1日（39歳）    | 321 🇺🇸ⓦ  | 57    | 200 🇺🇾  | 福岡県：佐賀県立佐賀工業高 → 早稲田大学 → ヤマハ発動機                                                                                | WTB、FB      | 467 |
| 後藤翔太                       | 1983年1月7日（42歳）    | 217 🇭🇰   | 8     | 200 🇺🇾  | 大分県：桐蔭学園高 → 早稲田大学 → 神戸製鋼                                                                                            | SH           | 466 |
| クリスチャン・ロアマヌ         | 1986年5月13日（39歳）   | 239 🇼🇸   | 16    | 200 🇺🇾  | トンガ：正智深谷高 → 東芝→RCトゥーロン→ベネットン→レスター・タイガース→プロヴァンス→山梨 埼玉工業大（中退）                           | WTB          | 465 |
| 中居智昭                       | 1981年9月18日（43歳）   | 216 🇫🇯   | 11    | 200 🇺🇾  | 熊本県：県立熊本工業高 → 東芝→マツダブルーズーマーズ                                                                                  | FL           | 464 |
| ハレ・マキリ                   | 1978年5月31日（47歳）   | 239 🇼🇸   | 26    | 200 🇺🇾  | ニュージーランド：セントステファンズ高 → サニックス→ 7人制日本代表コーチ                                                              | FL           | 463 |
| ジェミー・ワシントン           | 1974年6月6日（51歳）    | 206 🇮🇪   | 7     | 200 🇺🇾  | オーストラリア：ブリスベン工科大学 → サントリー                                                                                       | LO           | 462 |
| 高橋寛                         | 1974年9月9日（50歳）    | 206 🇮🇪   | 5     | 200 🇺🇾  | 東京都：成蹊高 → 帝京大学 → 東芝府中                                                                                                  | PR           | 461 |
| 大田尾竜彦                     | 1981年1月31日（44歳）   | 248 🇹🇴   | 7     | 199 🏴󠁧󠁢󠁷󠁬󠁳󠁿  | 佐賀県：県立佐賀工業高 → 早稲田大学 → ヤマハ発動機                                                                                    | WTB          | 460 |
| 西浦達吉                       | 1976年2月20日（49歳）   | 239 🇼🇸   | 17    | 199 🏴󠁧󠁢󠁷󠁬󠁳󠁿  | 宮崎県：県立都城泉ヶ丘高 → 福岡大学 → コカ・コーラウエスト                                                                            | PR           | 459 |
| 水野弘貴                       | 1981年10月8日（43歳）   | 215      | 12    | 198 🇷🇴  | 京都府：東山高 → 関東学院大学 → トヨタ自動車                                                                                          | WTB          | 458 |
| 田中澄憲                       | 1975年12月28日（49歳）  | 199 🏴󠁧󠁢󠁷󠁬󠁳󠁿   | 3     | 197 🏴󠁧󠁢󠁳󠁣󠁴󠁿  | 兵庫県：報徳学園高 → 明治大学 → サントリー                                                                                            | SH           | 457 |
| 山口貴豊                       | 1977年11月9日（47歳）   | 199 🏴󠁧󠁢󠁷󠁬󠁳󠁿   | 3     | 197 🏴󠁧󠁢󠁳󠁣󠁴󠁿  | 岩手県：県立宮古高 → 法政大学 → クボタ                                                                                                | FL           | 456 |
| 窪田幸一郎                     | 1978年9月15日（46歳）   | 199 🏴󠁧󠁢󠁷󠁬󠁳󠁿   | 3     | 197 🏴󠁧󠁢󠁳󠁣󠁴󠁿  | 山梨県：県立日川高 → 日本大学 → NEC                                                                                                   | WTB          | 455 |
| 霜村誠一                       | 1981年9月20日（43歳）   | 296 🇪🇸   | 6     | 197 🏴󠁧󠁢󠁳󠁣󠁴󠁿  | 群馬県：東京農業大学第二高 → 関東学院大学 → 三洋電機                                                                                  | CTB          | 454 |
| 大門隼人                       | 1979年8月22日（45歳）   | 199 🏴󠁧󠁢󠁷󠁬󠁳󠁿   | 3     | 197 🏴󠁧󠁢󠁳󠁣󠁴󠁿  | 北海道：北海道中標津高 → 筑波大学 → 神戸製鋼                                                                                          | WTB          | 453 |
| 武井敬司                       | 1980年6月1日（45歳）    | 216 🇫🇯   | 6     | 196 🇮🇹  | 神奈川県：日本大学藤沢高 → 日本大学 → NEC                                                                                             | FB           | 452 |
| 山岡俊                         | 1976年4月24日（49歳）   | 216 🇫🇯   | 13    | 196 🇮🇹  | 山形県：県立山形中央高 → 明治大学 → サントリー                                                                                        | HO           | 451 |
| 遠藤幸佑                       | 1980年11月11日（44歳）  | 273 🇨🇦ⓦ  | 42    | 196 🇮🇹  | 北海道：北海道中標津高 → 法政大学 → トヨタ自動車                                                                                      | WTB、FB      | 450 |
| 山本貢                         | 1981年5月12日（44歳）   | 224 🇼🇸   | 10    | 195 🇨🇦  | 岡山県：新田高 → 関東学院大学 → 三洋電機                                                                                              | HO           | 449 |
| 森田恭平                       | 1984年2月6日（41歳）    | 206 🇮🇪   | 8     | 195 🇨🇦  | 大阪府：大阪工業大学高 → 法政大学 → 神戸製鋼                                                                                          | SO           | 448 |
| 真羽闘力                       | 1977年8月21日（47歳）   | 199 🏴󠁧󠁢󠁷󠁬󠁳󠁿   | 6     | 194 🇷🇺  | トンガ：大東文化大学 → リコー→ワールド→ キヤノン→六甲ファイティングブル                                                               | FL、No8      | 447 |
| 池田渉 Ⓒ                       | 1975年11月17日（49歳）  | 216 🇫🇯   | 14    | 193 🇰🇷  | 宮城県：宮城県水産高 → 流通経済大学 → NTT東北：三洋電機                                                                               | SH           | 446 |
| 大野均 Ⓒ                       | 1978年5月6日（47歳）    | 328 🏴󠁧󠁢󠁳󠁣󠁴󠁿   | 98    | 193 🇰🇷  | 福島県：県立清陵情報高（野球部）/日本大学 → 東芝：サンウルブズ                                                                        | LO           | 445 |
| 大東功一                       | 1979年10月3日（45歳）   | 225      | 7     | 193 🇰🇷  | 大阪府：東海大学付属仰星高 → 東海大学 → NEC                                                                                           | FB           | 444 |
| 向山昌利                       | 1975年5月20日（50歳）   | 199 🏴󠁧󠁢󠁷󠁬󠁳󠁿   | 6     | 193 🇰🇷  | 熊本県：県立熊本高 → 同志社大学 → NEC                                                                                                 | CTB          | 443 |
| 伊藤宏明                       | 1975年11月17日（49歳）  | 194 🇷🇺   | 2     | 193 🇰🇷  | 大阪府：大阪工業大学高 → 明治大学 → サントリー→ラクイラ（イタリア）→クボタ→NTTドコモレッドハリケーンズ                                | SO           | 442 |
| 熊谷皇紀                       | 1978年5月31日（47歳）   | 227 🇦🇺ⓦ  | 26    | 193 🇰🇷  | 福岡県：東福岡高 → 法政大学 → NEC → NECグリーンロケッツ東葛GM補佐                                                                     | LO           | 441 |
| 松原裕司                       | 1979年9月5日（45歳）    | 230 🇨🇦ⓦ  | 23    | 193 🇰🇷  | 大阪府：大阪工業大学高 → 明治大学 → 神戸製鋼 → 釜石シーウェイブス                                                                     | HO           | 440 |
| 辻高志                         | 1977年4月24日（48歳）   | 218 🇰🇷   | 7     | 189 🏴󠁧󠁢󠁳󠁣󠁴󠁿  | 茨城県：茗渓学園高 → 早稲田大学 → NEC → 早稲田大学 監督                                                                               | SH           | 439 |
| 松尾大樹                       | 1976年10月21日（48歳）  | 188 🏴󠁧󠁢󠁥󠁮󠁧󠁿   | 5     | 184 🇦🇺  | 福岡県：東福岡高 → 大東文化大学 → 東芝府中                                                                                            | HO           | 438 |
| 浅野良太 Ⓒ                     | 1979年9月25日（45歳）   | 229 🏴󠁧󠁢󠁷󠁬󠁳󠁿ⓦ  | 22    | 184 🇦🇺  | 千葉県：本郷高 → 法政大学 → NEC | FL           | 437 |
| ルーベン・パーキンソン         | 1973年7月19日（52歳）   | 207 🇮🇪   | 10    | 183 🇷🇺  | ニュージーランド：セントステファンズ高 → オタゴ大学 → サニックス                                                                      | CTB          | 436 |
| ジョージ・コニア               | 1969年8月9日（55歳）    | 192 🇺🇸ⓦ  | 6     | 182 🇺🇸  | ニュージーランド：テ・アンテオールドボーイズ高 → マッセー大学 → NEC 三菱重工相模原ダイナボアーズHC                                    | CTB          | 435 |
| 四宮洋平                       | 1978年12月8日（46歳）   | 186 🇰🇷   | 3     | 182 🇺🇸  | 神奈川県：桐蔭学園高 → 関東学院大学 → ヤマハ発動機                                                                                    | WTB          | 434 |
| 正面健司                       | 1983年5月1日（42歳）    | 218 🇰🇷   | 2     | 181 🇰🇷  | 大阪府：東海大学付属仰星高 → 同志社大学 → トヨタ自動車→神戸製鋼→近鉄                                                                  | SO           | 433 |
| 勝野大                         | 1978年12月8日（46歳）   | 181 🇰🇷   | 1     | 181 🇰🇷  | 長野県：岡谷工業高 → 日本体育大学 → トヨタ自動車→イースタン・ホークス→エブベール→ウエリッシュ→神戸 ボブスレー日本代表。岡谷工 監督    | CTB          | 432 |
| 塚越賢                         | 1978年12月8日（46歳）   | 207 🇮🇪   | 9     | 181 🇰🇷  | 埼玉県：埼玉工業大学深谷高 → 中央大学 → 東芝府中                                                                                      | PR           | 431 |
| 渡辺哲也                       | 1979年4月13日（46歳）   | 181 🇰🇷   | 1     | 181 🇰🇷  | 法政大学 → トヨタ自動車 | CTB          | 430 |
| 澤口高正                       | 1973年10月24日（51歳）  | 181 🇰🇷   | 1     | 181 🇰🇷  | 茨城県：常総学院高 → 大東文化大学 → セコム                                                                                            | LO           | 429 |
| 七戸昌宏                       | 1977年3月2日（48歳）    | 181 🇰🇷   | 2     | 180     | 岩手県：県立盛岡工業高 → 拓殖大学 → トヨタ自動車                                                                                      | HO           | 428 |
| 山村亮                         | 1981年8月9日（43歳）    | 230 🇨🇦ⓦ  | 39    | 176 🇹🇴  | 佐賀県：県立佐賀工業高 → 関東学院大学 → ヤマハ発動機                                                                                  | PR           | 427 |
| 吉田尚史                       | 1975年5月11日（50歳）   | 188 🏴󠁧󠁢󠁥󠁮󠁧󠁿   | 4     | 176 🇹🇴  | 長崎県：県立長崎北高 → 専修大学 → サントリー → 三洋電機 →釜石シーウェイブス 東洋大学ヘッドコーチ                                      | FB           | 426 |
| ディーン・アングレッシー       | 1969年12月9日（55歳）   | 180      | 3     | 176 🇹🇴  | ニュージーランド/タウマルヌイ高 → 神戸製鋼                                                                                            | FL           | 425 |
| 木下剛                         | 1975年7月5日（50歳）    | 181 🇰🇷   | 2     | 176 🇹🇴  | 大阪府：東海大学付属仰星高 → 京都産業大学 → NEC → アメフト選手に転向                                                                  | PR           | 424 |
| アダム・パーカー               | 1973年4月21日（52歳）   | 196 🇮🇹   | 18    | 175 🇷🇺  | ニュージーランド：カセドラル高 → 東芝府中→NTTcom                                                                                      | LO           | 423 |
| 山本正人                       | 1978年5月29日（47歳）   | 227 🇦🇺ⓦ  | 26    | 175 🇷🇺  | 愛知県：栄徳高 → トヨタ自動車 | PR           | 422 |
| アンドリュー・ミラー           | 1972年9月13日（52歳）   | 192 🇺🇸ⓦ  | 10    | 175 🇷🇺  | ニュージーランド：テ・プケ高 → 神戸製鋼                                                                                               | SO           | 421 |
| 箕内拓郎 Ⓒ                     | 1975年12月11日（49歳）  | 239 🇼🇸   | 48    | 175 🇷🇺  | 福岡県：県立八幡高 → 関東学院大学 → NEC → NTTドコモ 日野レッドドルフィンズHC                                                          | FL、No8      | 420 |
| 久富雄一                       | 1978年8月11日（46歳）   | 218 🇰🇷   | 21    | 175 🇷🇺  | 佐賀県：県立佐賀工業高 → 関東学院大学 → NEC→日野自動車レッドドルフィンズ                                                              | PR           | 419 |
| 吉田英之                       | 1977年3月3日（48歳）    | 218 🇰🇷   | 16    | 173 🇼🇸  | 群馬県：県立高崎商業高 → 帝京大学 → クボタ→LION FANGS                                                                                 | CTB          | 418 |
| 阿久根潤                       | 1977年6月5日（48歳）    | 174 🇨🇦   | 2     | 172 🏴󠁧󠁢󠁷󠁬󠁳󠁿  | 福岡県立修猷館高 → 慶應義塾大学 → 東京ガス 2019ノーサイド・ゲーム出演                                                                 | LO           | 417 |
| 小野澤宏時                     | 1978年3月29日（47歳）   | 289 🏴󠁧󠁢󠁷󠁬󠁳󠁿   | 81    | 172 🏴󠁧󠁢󠁷󠁬󠁳󠁿  | 静岡県：静岡聖光学院高 → 中央大学 → サントリー → キヤノン WC3大会で全てトライを記録した唯一のレジェンド                               | WTB、FB      | 416 |
| 斉藤祐也                       | 1977年4月28日（48歳）   | 193 🇰🇷   | 14    | 170     | 東京都：東京高 → 明治大学 → サントリー → USコロミエ → 神戸製鋼 → 豊田自動織機。2019ノーサイド・ゲーム出演                             | No8          | 415 |
| 元吉和中                       | 1974年1月6日（51歳）    | 170      | 1     | 170     | 神奈川県：日本大学藤沢高 → 日本大学 → サントリー                                                                                      | PR           | 414 |
| 木曽一                         | 1978年11月7日（46歳）   | 240 🇺🇸   | 32    | 169 🇰🇷  | 大阪府：府立三島高 → 立命館大学 → ヤマハ発動機 NTTcom、日本IBMビッグブルー                                                            | LO、FL、No8  | 413 |
| 加藤昭仁                       | 1976年9月18日（48歳）   | 170      | 2     | 169 🇰🇷  | 秋田県：県立男鹿工業高 → NTTグループ東北→NTTcom                                                                                       | HO           | 412 |
| ナタニエラ・オト               | 1978年5月16日（47歳）   | 227 🇦🇺ⓦ  | 12    | 169 🇰🇷  | トンガ：オークランド・グラマーボーイズ高 → 大東文化大学 → 東芝                                                                        | CTB、WTB     | 411 |
| 月田伸一                       | 1975年7月14日（50歳）   | 188 🏴󠁧󠁢󠁥󠁮󠁧󠁿   | 9     | 169 🇰🇷  | 福岡県：東福岡高 → 早稲田大学 → リコー                                                                                                | SH           | 410 |
| 山本英児                       | 1979年9月20日（45歳）   | 181 🇰🇷   | 4     | 169 🇰🇷  | 福岡県/：県立修猷館高 → 慶應義塾大学 → 九州電力                                                                                       | FL、No8      | 409 |
| ルアタンギ侍バツベイ           | 1977年12月8日（47歳）   | 230 🇨🇦ⓦ  | 23    | 169 🇰🇷  | トンガ：トンガ高 → 大東文化大学 → 東芝→近鉄→豊田自動織機                                                                              | LO           | 408 |
| 辻本裕                         | 1975年7月24日（50歳）   | 169 🇰🇷   | 1     | 169 🇰🇷  | 大阪府：大阪工業大学高 → 龍谷大学 → 近鉄                                                                                              | HO           | 407 |
| 高柳健一                       | 1976年10月17日（48歳）  | 169 🇰🇷   | 1     | 169 🇰🇷  | 大阪府：大阪桐蔭高 → 大阪体育大学 → トヨタ自動車                                                                                      | PR           | 406 |
| 淵上宗志                       | 1977年4月17日（48歳）   | 183 🇷🇺   | 5     | 168 🇮🇪  | 福岡県：佐賀県立佐賀工業高 → 関東学院大学 → コカ・コーラウエスト → 西南学院大 ヘッドコーチ                                            | SO           | 405 |
| 川合レオ                       | 1974年3月13日（51歳）   | 168 🇮🇪   | 1     | 168 🇮🇪  | 東京都：玉川学園高 → 玉川大学 → NEC → 玉川大学 ヘッドコーチ                                                                           | CTB          | 404 |
| 久保晃一                       | 1976年1月13日（49歳）   | 196 🇮🇹   | 19    | 168 🇮🇪  | 埼玉県：県立寄居高 → 大東文化大学 → ヤマハ発動機                                                                                      | FL、No8      | 403 |
| 文原俊和                       | 1975年2月17日（50歳）   | 168 🇮🇪   | 1     | 168 🇮🇪  | 大阪府：大阪工業大学高 → 大阪体育大学 → 日本IBM → 筑波大学大学院                                                                      | PR           | 402 |
| 安田昇                         | 1974年3月10日（51歳）   | 168 🇮🇪   | 2     | 166 🇰🇷  | 大阪府：啓光学園高 → 専修大学 → ワールド → 大阪 堺筋本町「炭焼き やす田」                                                             | HO           | 401 |
| 鷲谷正直                       | 1976年10月21日（48歳）  | 167 🇨🇦   | 2     | 166 🇰🇷  | 奈良県：天理高 → 日本大学 → トヨタ自動車                                                                                              | LO           | 400 |
| 網野正大                       | 1974年10月14日（50歳）  | 192 🇺🇸ⓦ  | 10    | 166 🇰🇷  | 山梨県：県立日川高 → 関東学院大学 → NEC → NECヘッドコーチ                                                                             | HO           | 399 |
| 瓜生靖治                       | 1980年1月7日（45歳）    | 169 🇰🇷   | 2     | 165 🇼🇸  | 福岡県：県立小倉高 → 慶應義塾大学 → サントリー→神戸製鋼コベルコ→リコーブラックラムズ→キヤノンイーグルス                               | CTB          | 398 |
| 藤井航介                       | 1980年8月9日（44歳）    | 165 🇼🇸   | 1     | 165 🇼🇸  | 大分県：県立大分舞鶴高 → 同志社大学 → 東芝府中                                                                                        | FL           | 397 |
| 立川政則                       | 1972年10月20日（52歳）  | 165 🇼🇸   | 1     | 165 🇼🇸  | 京都府：花園高 → 日本大学 → ワールド                                                                                                  | HO           | 396 |
| 野澤武史                       | 1979年4月24日（46歳）   | 167 🇨🇦   | 4     | 164 🇹🇴  | 東京都：慶應義塾高 → 慶應義塾大学 → 神戸製鋼 慶應義塾大ヘッドコーチ、山川出版社代表取締役、一般社団法人 スポーツを止めるな 代表理事   | FL           | 395 |
| 伊藤護                         | 1975年12月8日（49歳）   | 218 🇰🇷   | 16    | 164 🇹🇴  | 秋田県：県立秋田工業高 → 専修大学 → 東芝 → 國學院大學監督                                                                             | SH           | 394 |
| 織田己知範                     | 1973年5月26日（52歳）   | 168 🇮🇪   | 5     | 163 🇺🇸  | 大阪府：東海大学付属仰星高 → 大阪体育大学 → ワールド                                                                                  | WTB          | 393 |
| 川嵜拓生                       | 1977年6月12日（48歳）   | 164 🇹🇴   | 2     | 163 🇺🇸  | 福岡県：県立修猷館高 → 同志社大学 → 九州電力 → 九州電力キューデンヴォルテクス監督                                                     | No8          | 392 |
| 平田貴博                       | 1974年11月15日（50歳）  | 167 🇨🇦   | 2     | 163 🇺🇸  | 宮崎県：都城高 → 明治大学 → 神戸製鋼                                                                                                  | PR           | 391 |
| 岩間保彦                       | 1977年8月26日（47歳）   | 170      | 6     | 163 🇺🇸  | 神奈川県：県立相模台工業高 → 帝京大学 → トヨタ自動車                                                                                  | HO           | 390 |
| 栗原徹                         | 1978年8月12日（46歳）   | 192 🇺🇸ⓦ  | 27    | 162 🇫🇯  | 茨城県：清真学園高等学校/慶應義塾大学 → サントリー → NTTコム → 慶應義塾大学ヘッドコーチ                                               | WTB、FB      | 389 |
| 大西将太郎                     | 1978年11月18日（46歳）  | 239🇼🇸    | 33    | 162 🇫🇯  | 大阪府：啓光学園高等学校/同志社大学 → ワールド→ヤマハ発動機→豊田自動織機。2019ノーサイド・ゲーム出演                                  | CTB          | 388 |
| 福岡幸治                       | 1975年8月25日（49歳）   | 165 🇼🇸   | 2     | 162 🇫🇯  | 滋賀県：県立八幡工業高 → 大東文化大学 → ワールド                                                                                      | FB           | 387 |
| 難波英樹 Ⓒ                     | 1976年7月8日（49歳）    | 190 🇫🇷ⓦ  | 24    | 162 🇫🇯  | 神奈川県：県立相模台工業高 → 帝京大学 → トヨタ自動車                                                                                  | CTB          | 386 |
| 苑田右二                       | 1973年7月5日（52歳）    | 192 🇺🇸ⓦ  | 18    | 162 🇫🇯  | 大阪府：啓光学園高 → 法政大学 → 神戸製鋼 → 神戸製鋼コベルコヘッドコーチ → 法政大学HC                                                  | SH           | 385 |
| 菅原大志                       | 1976年2月5日（49歳）    | 171 🏴󠁧󠁢󠁷󠁬󠁳󠁿   | 6     | 162 🇫🇯  | 秋田県：県立秋田工業高 → 拓殖大学 → トヨタ自動車 トヨタ自動車ヴェルブリッツ監督、静岡県裾野市の職員                                   | FL           | 384 |
| カール・トッド                 | 1972年1月21日（53歳）   | 168 🇮🇪   | 3     | 162 🇫🇯  | ニュージーランド：マヌレワ高 → マヌカウ工科大学 → 日本IBM                                                                             | LO           | 383 |
| 大久保尚哉                     | 1976年8月15日（48歳）   | 167 🇨🇦   | 6     | 162 🇫🇯  | 神奈川県：成城学園高 → 筑波大学 → サントリー                                                                                          | LO           | 382 |
| 豊山昌彦                       | 1976年8月18日（48歳）   | 192 🇺🇸ⓦ  | 24    | 162 🇫🇯  | 大阪府：江の川高 → 大阪体育大学 → トヨタ自動車                                                                                        | PR           | 381 |
| 三木亮平                       | 1978年3月24日（47歳）   | 199 🏴󠁧󠁢󠁷󠁬󠁳󠁿   | 9     | 158 🇪🇸  | 京都府：京都学園高 → 龍谷大学 → トヨタ自動車：ワールド                                                                                | WTB          | 380 |
| 石井隆司                       | 1970年5月13日（55歳）   | 158 🇪🇸   | 1     | 158 🇪🇸  | 福岡県：愛知県立三好高 → トヨタ自動車                                                                                                 | FL           | 379 |
| 平塚純司                       | 1978年4月7日（47歳）    | 157 🇺🇸   | 1     | 157 🇺🇸  | 秋田県：県立秋田工業高等学校/法政大学 → トヨタ自動車                                                                                  | LO           | 378 |
| 大久保直弥                     | 1975年9月27日（49歳）   | 199 🏴󠁧󠁢󠁷󠁬󠁳󠁿   | 23    | 154 🇹🇴  | 神奈川県：法政大学第二高 → 法政大学 → サントリー→ サントリー監督 → ヤマハ発動機ジュビロHC                                             | LO           | 377 |
| 立川剛士                       | 1976年11月25日（48歳）  | 265 🇼🇸   | 21    | 153 🇨🇦  | 佐賀県：県立佐賀工業高 → 関東学院大学 → 東芝                                                                                          | FB           | 376 |
| グレアム・バショップ           | 1967年6月11日（58歳）   | 161 🇦🇷ⓦ  | 8     | 153 🇨🇦  | ニュージーランド：バークレー高 → 「オールブラックス（31Cap）→ サニックス                                                              | SH           | 375 |
| ジェイミー・ジョセフ Ⓗ         | 1969年11月21日（55歳）  | 161 🇦🇷ⓦ  | 9     | 153 🇨🇦  | ニュージーランド：チャーチカレッジ/オタゴ大学 → 「オールブラックス（20Cap）→ サニックス                                               | LO、FL、No8  | 374 |
| 笠井建志                       | 1976年6月7日（49歳）    | 212 🇹🇴   | 11    | 153 🇨🇦  | 東京都：本郷高 → 法政大学 → 東芝 | PR           | 373 |
| 菅田貴幸                       | 1973年1月20日（52歳）   | 152 🇰🇷   | 1     | 152 🇰🇷  | 宮城県仙台南高 → 日本体育大学 → NEC → 大東一高ラグビー部 監督                                                                         | FL           | 372 |
| 大藪正光                       | 1973年7月30日（52歳）   | 152 🇰🇷   | 1     | 152 🇰🇷  | 花園高 → 龍谷大学 → トヨタ自動車 、チームコーディネーター                                                                             | CTB          | 371 |
| 平尾剛史                       | 1975年5月3日（50歳）    | 196 🇮🇹   | 11    | 152 🇰🇷  | 大阪府：同志社香里高 → 同志社大学 → 三菱自工京都→神戸製鋼 → 神戸親和女子大学発達教育学部ジュニアスポーツ教育学科教授                  | WTB、FB      | 370 |
| 黒川雅弘                       | 1975年4月30日（50歳）   | 167 🇨🇦   | 8     | 150     | 栃木県：県立佐野高 → 同志社大学 → ワールド                                                                                            | LO           | 369 |
| 沢木敬介                       | 1975年4月12日（50歳）   | 218 🇰🇷   | 7     | 150     | 秋田県：秋田経済法科大学附属高 → 日本大学 → サントリー → サンゴリアス監督 → キヤノンイーグルス監督                                    | FB           | 368 |
| 大原勝治 Ⓒ                     | 1971年7月5日（54歳）    | 168 🇮🇪   | 6     | 149 🇰🇷  | 大阪工業大学高 → 大阪体育大学 → トヨタ自動車                                                                                          | SH           | 367 |
| ステファン・ミルン             | 1966年2月26日（59歳）   | 146 🇺🇸   | 5     | 142 🇨🇦  | ニュージーランド：ニュープリムス高 → マッセー大学 → マツダ→鐘淵化学→本田技研                                                          | FB           | 366 |
| ロス・トンプソン               | 1962年7月15日（63歳）   | 147 🇨🇦   | 6     | 142 🇨🇦  | ニュージーランド：グレンダウイカレッジ → NEC                                                                                          | No8          | 365 |
| グレッグ・スミス               | 1968年7月16日（57歳）   | 161 🇦🇷ⓦ  | 17    | 142 🇨🇦  | フィジー：バーンサイド高 → カンタベリー大学 → 豊田自動織機                                                                            | FL           | 364 |
| 中村直人                       | 1969年1月18日（56歳）   | 168 🇮🇪   | 20    | 142 🇨🇦  | 京都府：府立洛北高 → 同志社大学 → サントリー → 株式会社 なおかつ(酒類販売)代表                                                        | PR           | 363 |
| 長谷川慎                       | 1972年3月31日（53歳）   | 192 🇺🇸ⓦ  | 40    | 141 🇭🇰  | 京都府：東山高等学校/中央大学 → サントリー → 日本代表スクラムコーチ                                                                   | PR、FL       | 362 |
| 小口耕平                       | 1968年10月6日（56歳）   | 166 🇰🇷   | 10    | 139 🇺🇸  | 埼玉県：大東文化大学第一高 → 大東文化大学 → リコー 株式会社丸昌 代表取締役                                                            | PR           | 361 |
| 小泉和也                       | 1973年6月9日（52歳）    | 178      | 12    | 139 🇺🇸  | 山梨県：県立日川高 → 早稲田大学 → 神戸製鋼 名城大学経済学部准教授                                                                     | FL           | 360 |
| 小山田淳                       | 1973年3月2日（52歳）    | 139 🇺🇸   | 2     | 136 🇭🇰  | 秋田県立男鹿工業高 → 東芝府中 | CTB          | 359 |
| 溝辺圭司                       | 1970年10月6日（54歳）   | 145 🇭🇰   | 4     | 136 🇭🇰  | 神奈川県立相模台工業高 → 関東学院大学 → 東芝府中                                                                                      | PR           | 358 |
| 岩渕健輔                       | 1975年12月30日（49歳）  | 181 🇰🇷   | 20    | 136 🇭🇰  | 東京都：青山学院高 → 青山学院大学 → 神戸製鋼：サラセンズ → ラグビー日本代表ゼネラルマネージャー                                       | SO           | 357 |
| イシケリ・バシャロ             | 1969年2月18日（56歳）   | 141 🇭🇰   | 5     | 136 🇭🇰  | フィジー：ナドロガ高 → トヨタ自動車                                                                                                   | LO           | 356 |
| 和田賢一                       | 1972年11月10日（52歳）  | 141 🇭🇰   | 5     | 136 🇭🇰  | 東海大学付属相模高 → 東海大学 → 東芝府中 東芝ブレイブルーパス監督                                                                     | FB           | 355 |
| パティリアイ・ツイドラキ       | 1969年7月29日（33歳没） | 172 🏴󠁧󠁢󠁷󠁬󠁳󠁿   | 19    | 136 🇭🇰  | フィジー：セントポール高 → オタゴ大学 → トヨタ自動車。息子のバティリアイ・ツイドラキもラグビー選手                                    | WTB          | 354 |
| ロバート・ゴードン             | 1965年8月7日（60歳）    | 161 🇦🇷ⓦ  | 17    | 136 🇭🇰  | ニュージーランド：ティアワムトゥ高/オタゴ大学 → 東芝府中                                                                              | No8          | 353 |
| 大畑大介 Ⓒ                     | 1975年11月11日（49歳）  | 218 🇰🇷   | 58    | 135 🇰🇷  | 大阪府：東海大学付属仰星高 → 京都産業大学 → 神戸製鋼 → ASモンフェラン                                                                 | WTB          | 352 |
| 田沼広之 Ⓒ                     | 1973年5月24日（52歳）   | 190 🇫🇷ⓦ  | 42    | 135 🇰🇷  | 神奈川県：湘南学園高 → 日本体育大学 → リコー → 日本体育大学 監督                                                                      | LO           | 351 |
| 清水秀司                       | 1971年3月22日（54歳）   | 135 🇰🇷   | 1     | 135 🇰🇷  | 愛知県：県立旭野高 → 明治大学 → 神戸製鋼                                                                                              | PR           | 350 |
| 八ッ橋修身                     | 1974年4月2日（51歳）    | 167 🇨🇦   | 12    | 133 🇺🇸  | 奈良県：天理高 → 天理大学 → 神戸製鋼                                                                                                  | FB           | 349 |
| 坂田正彰 Ⓒ                     | 1972年11月25日（52歳）  | 191 🇫🇯ⓦ  | 33    | 131 🇨🇦  | 滋賀県：新田高 → 法政大学 → サントリー                                                                                                | HO           | 348 |
| 浜辺和                         | 1971年5月31日（54歳）   | 174 🇨🇦   | 12    | 131 🇨🇦  | 石川県：県立羽咋工業高 → 近鉄 | PR           | 347 |
| 佐藤憲治                       | 1972年9月25日（52歳）   | 140 🇨🇦   | 5     | 131 🇨🇦  | 大阪府立清友高 → 近鉄 | LO           | 346 |
| 木村賢一                       | 1968年12月29日（56歳）  | 131 🇨🇦   | 1     | 131 🇨🇦  | 神戸市立御影工業高 → 大阪体育大学 → トヨタ自動車                                                                                      | PR           | 345 |
| 渡邉泰憲                       | 1974年6月2日            | 184 🇦🇺   | 32    | 129 🇭🇰  | 北海道：保善高 → 日本体育大学 → 東芝                                                                                                  | LO           | 344 |
| 尾関弘樹                       | 1969年10月18日（55歳）  | 135 🇰🇷   | 5     | 129 🇭🇰  | 岐阜県：関市立関商工高 → 日本体育大学 → サントリー → サントリーサンゴリアスGM                                                         | WTB          | 343 |
| アンドリュー・マコーミック Ⓒ   | 1967年2月5日（58歳）    | 161 🇦🇷ⓦ  | 25    | 129 🇭🇰  | ニュージーランド：クライストチャーチ男子高 → 東芝府中→釜石 → NTTドコモレッドハリケーンズHC → 関西学院大学HC、摂南大学コーチ           | CTB          | 342 |
| 伊藤剛臣 Ⓒ                     | 1971年4月11日（54歳）   | 207 🇮🇪   | 62    | 129 🇭🇰  | 東京都：法政大学第二高 → 法政大学 → 神戸製鋼。2019ノーサイド・ゲーム出演                                                              | No8          | 341 |
| デイヴィッド・ビックル         | 1970年8月21日（54歳）   | 134 🇨🇦   | 6     | 129 🇭🇰  | スコットランド：ケンブリッジ大学 → 神戸製鋼                                                                                           | LO           | 340 |
| 中道紀和                       | 1971年7月16日（54歳）   | 164 🇹🇴   | 16    | 129 🇭🇰  | 大阪府：啓光学園高 → 同志社大学 → 神戸製鋼                                                                                            | PR           | 339 |
| 吉田明                         | 1971年8月13日（53歳）   | 167 🇨🇦   | 17    | 125 🇷🇴  | 京都府：啓光学園高 → 京都産業大学 → 神戸製鋼                                                                                          | CTB          | 338 |
| 羽根田智也                     | 1968年12月21日（56歳）  | 123 🇹🇴   | 1     | 123 🇹🇴  | 大阪府：関西大倉高 → 龍谷大学 → ワールド 龍谷大コーチ                                                                                 | FL           | 337 |
| 中村航                         | 1970年6月16日（55歳）   | 152 🇰🇷   | 17    | 123 🇹🇴  | 神奈川県：県立相模台工業高 → 大東文化大学 → 東京ガス → 三洋電機 → あさか整骨院（埼玉県熊谷市） 院長                                   | FL           | 336 |
| 弘津英司                       | 1967年11月24日（57歳）  | 123 🇹🇴   | 1     | 123 🇹🇴  | 山口県：大阪工業大学高 → 同志社大学 → 神戸製鋼                                                                                        | HO           | 335 |
| 武山哲也                       | 1967年1月2日（58歳）    | 124 🇹🇴   | 2     | 122 🇰🇷  | 関市立関商工高 → 日本体育大学 → サントリー                                                                                            | CTB          | 334 |
| 廣瀬佳司                       | 1973年4月16日（52歳）   | 208 🇪🇸   | 40    | 122 🇰🇷  | 大阪府：府立島本高 → 京都産業大学 → トヨタ自動車 → トヨタ自動車監督 → 京都産業大学監督                                                | SO           | 333 |
| 佐藤康信                       | 1962年8月23日（62歳）   | 123 🇹🇴   | 2     | 120 🇫🇯  | 秋田県立秋田中央高 → 明治大学 → 東芝府中                                                                                              | PR           | 332 |
| 西田英樹                       | 1972年5月1日（53歳）    | 119 🇫🇯   | 1     | 119 🇫🇯  | 天理高 → 明治大学 → クボタ 成城大学ジェネラル/BKコーチ                                                                                | SH           | 331 |
| 赤塚隆                         | 1973年9月8日（51歳）    | 218 🇰🇷   | 6     | 119 🇫🇯  | 大阪府：大阪工業大学高 → 明治大学 → クボタ                                                                                            | LO           | 330 |
| イアン・ウィリアムス           | 1963年9月23日（61歳）   | 118 🏴󠁧󠁢󠁷󠁬󠁳󠁿   | 1     | 118 🏴󠁧󠁢󠁷󠁬󠁳󠁿  | オーストラリア：オックスフォード大学 → 神戸製鋼。弁護士                                                                               | WTB          | 329 |
| 藤掛三男                       | 1967年9月9日（57歳）    | 123 🇹🇴   | 3     | 118 🏴󠁧󠁢󠁷󠁬󠁳󠁿  | 栃木県立佐野高 → 早稲田大学 → ワールド 佐野日本大学高等学校ラグビー部監督                                                             | CTB          | 328 |
| 永友洋司                       | 1971年3月14日（54歳）   | 140 🇨🇦   | 8     | 118 🏴󠁧󠁢󠁷󠁬󠁳󠁿  | 宮崎県：都城高 → 明治大学 → サントリー → サントリーサンゴリアス監督 → キヤノンイーグルス監督、15人制日本代表強化部長                  | SH           | 327 |
| ブルース・ファーガソン         | 1969年7月25日（56歳）   | 134 🇨🇦   | 17    | 118 🏴󠁧󠁢󠁷󠁬󠁳󠁿  | フィジー：チャーチ高 → コープス大学 → 日野自動車→神戸製鋼                                                                             | LO           | 326 |
| 金城秀雄                       | 1969年10月13日（55歳）  | 117 🇦🇷   | 1     | 117 🇦🇷  | 阪南高 → 大阪体育大学 → トヨタ自動車                                                                                                  | LO           | 325 |
| 加藤尋久                       | 1967年6月16日（58歳）   | 117 🇦🇷   | 2     | 116 🇦🇷  | 埼玉県：県立熊谷工業高 → 明治大学 → 神戸製鋼。クリーンファイターズ山梨監督 日本大学監督。青山学院大学監督                             | CTB          | 324 |
| 松田努                         | 1970年4月30日（55歳）   | 192 🇺🇸ⓦ  | 43    | 115 🇭🇰  | 埼玉県県立草加高 → 関東学院大学 → 東芝府中                                                                                            | FB           | 323 |
| ロペティ・オト                 | 1971年11月2日（53歳）   | 141 🇭🇰   | 8     | 115 🇭🇰  | トンガ：トンガ高 → 大東文化大学 → トヨタ自動車                                                                                        | WTB          | 322 |
| 大鷲紀幸                       | 1971年4月10日（54歳）   | 115 🇭🇰   | 1     | 115 🇭🇰  | 埼玉県立深谷高 → 大東文化大学 → 東芝府中                                                                                              | SO           | 321 |
| シオネ・ラトゥ                 | 1971年2月23日（54歳）   | 127 🇮🇪ⓦ  | 9     | 115 🇭🇰  | トンガ：リアホナ高 → 大東文化大学 → 三洋電機                                                                                          | No8          | 320 |
| 小村淳                         | 1970年3月17日（55歳）   | 167 🇨🇦   | 4     | 115 🇭🇰  | 北海道：函館有斗高 → 明治大学 → 神戸製鋼 → 明治大ヘッドコーチ、釜石ヘッドコーチ、環太平洋大監督                                       | FL           | 319 |
| サム・カレタ                   | 1966年3月9日（59歳）    | 118 🏴󠁧󠁢󠁷󠁬󠁳󠁿   | 4     | 115 🇭🇰  | サモア：リンフィールド大 → リコー→三菱重工相模原（※サモア代表Cap7）                                                                   | FL           | 318 |
| 前田達也                       | 1968年9月23日（56歳）   | 123 🇹🇴   | 4     | 109 🇺🇸  | 大阪府：府立島本高 → 京都産業大学 → NTT関西                                                                                           | FB           | 317 |
| 増保輝則 Ⓒ                     | 1972年1月26日（53歳）   | 174 🇨🇦   | 47    | 109 🇺🇸  | 東京都：城北高 → 早稲田大学 → 神戸製鋼 → 神戸製鋼コベルコ監督                                                                         | WTB          | 316 |
| 元木由記雄 Ⓒ                   | 1971年8月27日（53歳）   | 207 🇮🇪   | 79    | 108 🇺🇸  | 大阪府：大阪工業大学高 → 明治大学 → 神戸製鋼 → 京産大 GM                                                                              | CTB          | 315 |
| 村田亙                         | 1968年1月25日（57歳）   | 207 🇮🇪   | 41    | 108 🇺🇸  | 福岡県：東福岡高 → 専修大学 → 東芝府中バイヨンヌ、ヤマハ発動機 専修大学監督                                                           | SH           | 314 |
| 福室清美                       | 1967年11月8日（57歳）   | 107 🇰🇷   | 1     | 107 🇰🇷  | 神奈川県立相模台工業高 → 日本体育大学 → 日本IBM                                                                                       | FB           | 313 |
| 福岡進                         | 1966年12月25日（58歳）  | 107 🇰🇷   | 1     | 107 🇰🇷  | 神奈川県立相模台工業高 → 日本体育大学 → リコー                                                                                        | CTB          | 312 |
| 大内寛文                       | 1968年11月17日（56歳）  | 121 🇭🇰   | 5     | 107 🇰🇷  | 広島県：県立竹原高 → 龍谷大学 → リコー → 龍谷大学監督 日照山 長善寺（広島県竹原市）住職                                               | FL           | 311 |
| 薫田真広 Ⓒ                     | 1966年9月29日（58歳）   | 161 🇦🇷ⓦ  | 44    | 105 🇼🇸  | 岐阜県：県立岐阜工業高 → 筑波大学 → 東芝府中 → 東芝GM                                                                                 | HO           | 310 |
| 渡辺晴弘                       | 1962年10月14日（62歳）  | 105 🇼🇸   | 1     | 105 🇼🇸  | 中央大学 → 本田技研鈴鹿 | SH           | 309 |
| 細川隆弘                       | 1967年4月1日（58歳）    | 117 🇦🇷   | 10    | 103 🇹🇴  | 京都府：市立伏見工業高 → 同志社大学 → 神戸製鋼                                                                                        | FB           | 308 |
| 郷田正                         | 1968年8月23日（56歳）   | 123 🇹🇴   | 8     | 102 🇫🇯  | 筑紫丘高/早稲田大学 → 九州電力 | WTB          | 307 |
| 高橋一彰                       | 1968年1月31日（57歳）   | 141 🇭🇰   | 21    | 102 🇫🇯  | 大阪府：啓光学園高 → 大阪体育大学 → トヨタ自動車 → トヨタ自動車 監督                                                                  | LO           | 306 |
| エケロマ・ルアイウヒ           | 1963年7月8日（62歳）    | 114 🇿🇼ⓦ  | 11    | 102 🇫🇯  | サモア：ニュープリムス高 → カンタベリー大学 → ニコニコ堂サモア代表キャップは4                                                         | LO           | 305 |
| 青木忍                         | 1968年1月26日（57歳）   | 118 🏴󠁧󠁢󠁷󠁬󠁳󠁿   | 5     | 101 🏴󠁧󠁢󠁳󠁣󠁴󠁿  | 埼玉県：大東文化大学第一高 → 大東文化大学 → リコー → 大東大監督                                                                       | SO           | 304 |
| 中島修二                       | 1965年7月8日（60歳）    | 112 🏴󠁧󠁢󠁳󠁣󠁴󠁿ⓦ  | 11    | 101 🏴󠁧󠁢󠁳󠁣󠁴󠁿  | 山口県：県立大津高 → 明治大学 → NEC                                                                                                   | FL           | 303 |
| 梶原宏之                       | 1966年9月28日（58歳）   | 140 🇨🇦   | 31    | 101 🏴󠁧󠁢󠁳󠁣󠁴󠁿  | 山梨県：県立日川高 → 筑波大学 → 東芝府中→勝沼クラブ 【7人制:1997】。山梨学院大学 監督                                                 | FL           | 302 |
| 田倉政憲                       | 1966年9月30日（58歳）   | 127 🇮🇪ⓦ  | 16    | 101 🏴󠁧󠁢󠁳󠁣󠁴󠁿  | 京都府：府立東宇治高 → 京都産業大学 → 三菱自工京都                                                                                    | PR           | 301 |
| 今泉清                         | 1967年9月13日（57歳）   | 121 🇭🇰   | 8     | 100 🇰🇷  | 大分県：県立大分舞鶴高 → 早稲田大学 → サントリー【7人制:1997】                                                                        | WTB、FB      | 300 |
| 山本俊嗣                       | 1964年9月29日（60歳）   | 102 🇫🇯   | 3     | 100 🇰🇷  | 福岡県：県立糸島高 → 福岡大学 → サントリー                                                                                            | FB           | 299 |
| 永井雅之                       | 1963年1月24日（62歳）   | 100 🇰🇷   | 2     | 99      | 早実高 → 早稲田大学 → 日新製鋼 | PR           | 298 |
| 国定精豪                       | 1963年4月12日（62歳）   | 99       | 1     | 99      | 青山学院高 → 明治大学 → トヨタ自工 | WTB          | 297 |
| 今駒憲二                       | 1965年5月3日（60歳）    | 100 🇰🇷   | 2     | 99      | 神奈川県：県立生田高 → 早稲田大学 → サントリー                                                                                        | CTB          | 296 |
| 吉田義人                       | 1969年2月16日（56歳）   | 130 🇭🇰   | 30    | 99      | 秋田県：県立秋田工業高 → 明治大学 → 伊勢丹 明治大学監督 7人制チーム「サムライセブン」代表、日本スポーツ教育アカデミー理事長           | WTB          | 295 |
| 堀越正巳                       | 1968年11月27日（56歳）  | 151 🇭🇰   | 26    | 99      | 埼玉県：県立熊谷工業高 → 早稲田大学 → 神戸製鋼→早稲田大ROB 立正大学ラグビー部監督                                                     | SH           | 294 |
| 神田識二朗                     | 1965年7月1日（60歳）    | 100 🇰🇷   | 2     | 99      | 福岡県立福岡高 → 早稲田大学 → 九州電力                                                                                                | FL           | 293 |
| 永田隆憲                       | 1966年1月12日（59歳）   | 99       | 1     | 99      | 福岡県：県立筑紫高 → 早稲田大学 → 九州電力                                                                                            | PR           | 292 |
| 宗雲克美                       | 1961年6月20日（64歳）   | 96 🇮🇪    | 1     | 96 🇮🇪   | 佐賀県立佐賀工業高 → トヨタ自動車 | FL           | 291 |
| 広瀬務                         | 1963年6月24日（62歳）   | 100 🇰🇷   | 3     | 96 🇮🇪   | 静岡県：県立清水南高 → 同志社大学 → リコー                                                                                            | HO           | 290 |
| 沖土居稔                       | 1965年2月7日（60歳）    | 98 🇳🇿    | 4     | 95 🇦🇺ⓦ  | 広島県：広島工業大学高 → 福岡工業大学 → サントリー                                                                                    | WTB          | 289 |
| 萩本光威 Ⓗ                     | 1959年2月10日（66歳）   | 94 🏴󠁧󠁢󠁥󠁮󠁧󠁿ⓦ   | 1     | 94 🏴󠁧󠁢󠁥󠁮󠁧󠁿ⓦ  | 兵庫県：報徳学園高 → 同志社大学 → 神戸製鋼                                                                                            | SH           | 288 |
| 生田久貴                       | 1962年11月30日（62歳）  | 97 🇳🇿    | 4     | 93 🇺🇸ⓦ  | 東京都：慶應義塾高 → 慶應義塾大学 → 三菱商事ミクニ代表取締役社長                                                                      | SH           | 287 |
| シナリ・ラトゥ                 | 1965年8月22日（59歳）   | 128 🇳🇿ⓦ  | 32    | 93 🇺🇸ⓦ  | トンガ：トンガ高 → 大東文化大学 → 三洋電機 → NPO法人日本トンガ友好協会代表(ラトゥ ウィリアム志南利)                                   | FL、No8      | 286 |
| 吉永宏二郎                     | 1961年6月8日（64歳）    | 105 🇼🇸   | 6     | 92 🇰🇷   | 東京都：鹿児島県立大口高 → 日本体育大学 → マツダ                                                                                      | CTB          | 285 |
| 益留雄二                       | 1961年11月26日（63歳）  | 92 🇰🇷    | 1     | 92 🇰🇷   | 宮崎県立都城農業高等学校/サントリー                                                                                                   | HO           | 284 |
| 宮本勝文                       | 1966年3月19日（59歳）   | 113 🇮🇪ⓦ  | 10    | 90 🏴󠁧󠁢󠁳󠁣󠁴󠁿   | 大阪府：大阪工業大学高 → 同志社大学 → 三洋電機、同志社大学監督、三洋電機執行役員                                                      | FL           | 283 |
| 石井勝尉                       | 1964年8月27日（60歳）   | 90 🏴󠁧󠁢󠁳󠁣󠁴󠁿    | 1     | 90 🏴󠁧󠁢󠁳󠁣󠁴󠁿   | 栃木県立佐野高等学校/早稲田大学 → 栃木教員                                                                                            | FB           | 282 |
| 栗原誠治                       | 1964年11月16日（60歳）  | 94 🏴󠁧󠁢󠁥󠁮󠁧󠁿ⓦ   | 3     | 90 🏴󠁧󠁢󠁳󠁣󠁴󠁿   | 愛媛県：新田高 → 早稲田大学 → サントリー                                                                                              | LO           | 281 |
| 桜庭吉彦                       | 1966年9月22日（58歳）   | 161 🇦🇷ⓦ  | 43    | 90 🏴󠁧󠁢󠁳󠁣󠁴󠁿   | 秋田県：県立秋田工業高 → 新日鐵釜石、法政大学通信課程を卒業                                                                           | LO           | 280 |
| 八角浩司                       | 1957年7月14日（68歳）   | 97 🇳🇿    | 3     | 89 🇨🇦   | 東京都：保善高 → トヨタ自動車【ⓦ】 | PR           | 279 |
| 松尾勝博 Ⓒ                     | 1964年1月6日（61歳）    | 123 🇹🇴   | 23    | 88 🇺🇸   | 宮崎県県立延岡東高等学校/同志社大学 → ワールド → 駿河台大学監督                                                                       | SO           | 278 |
| ホポイ・タイオネ               | 1957年5月11日（68歳）   | 100 🇰🇷   | 4     | 88 🇺🇸   | トンガ：トンガ高 → 大東文化大学 → 東京三洋                                                                                            | FL           | 277 |
| 小西謹也                       | 1958年4月14日（67歳）   | 92 🇰🇷    | 2     | 88 🇺🇸   | 布施工高 → 近鉄 | FL           | 276 |
| 太田治 Ⓗ                       | 1965年3月23日（60歳）   | 128 🇳🇿ⓦ  | 27    | 88 🇺🇸   | 秋田県：県立秋田工業高 → 明治大学 → NECラグビー → 日本代表 初代ゼネラルマネージャー                                                   | PR           | 275 |
| 土田雅人                       | 1962年10月21日（62歳）  | 87 🇫🇷    | 1     | 87 🇫🇷   | 秋田県：県立秋田工業高 → 同志社大学 → サントリー → サントリー酒類執行役員、ラグビー協会 会長                                          | No8          | 274 |
| 松永敏宏                       | 1962年1月11日（63歳）   | 87 🇫🇷    | 2     | 86 🇫🇷   | 大阪府：府立天王寺高 → 慶應義塾大学 → 横河電機。慶應義塾 監督、京空株式会社 代表                                                      | CTB          | 273 |
| ノフォムリ・タウモエフォラウ   | 1956年6月12日（69歳）   | 102 🇫🇯   | 15    | 86 🇫🇷   | トンガ：トゥポ高 → 大東文化大学 → 東京三洋 埼玉工業大学ヘッドコーチ                                                                   | CTB          | 272 |
| 朽木英次 Ⓒ                     | 1962年12月25日（62歳）  | 121 🇭🇰   | 30    | 86 🇫🇷   | 福井県若狭農林高 → 日本体育大学 → トヨタ自動車                                                                                        | SO、CTB      | 271 |
| 葛西祥文                       | 1962年11月16日（62歳）  | 87 🇫🇷    | 2     | 86 🇫🇷   | 大東文化大学第一高 → 日本体育大学 → サントリー → 静岡聖光高→東海大学付属相模高→東海大学附属福岡高 教員                                | FL           | 270 |
| 向井昭吾 Ⓗ                     | 1961年10月2日（63歳）   | 99       | 13    | 84 🇮🇪   | 愛媛県：新田高 → 東海大学 → 東芝府中 コカ・コーラレッドスパークス監督                                                                 | FB           | 269 |
| 村井大次郎                     | 1962年8月24日（62歳）   | 98 🇳🇿    | 8     | 84 🇮🇪   | 東京都：慶應義塾高 → 慶應義塾大学 → 丸紅                                                                                              | WTB、FB      | 268 |
| 吉野俊郎                       | 1960年9月5日（64歳）    | 97 🇳🇿    | 7     | 83 🇺🇸   | 茨城県：県立日立第一高 → 早稲田大学 → サントリー                                                                                      | WTB          | 267 |
| 相沢雅晴 Ⓒ                     | 1958年5月12日（67歳）   | 100 🇰🇷   | 11    | 82 🇰🇷   | 東京都：國學院大學久我山高 → 明治大学 → リコー 株式会社MIPマネージメント 代表取締役                                                   | PR           | 266 |
| 安田真人                       | 1962年1月7日（63歳）    | 81 🇫🇷    | 1     | 81 🇫🇷   | 早大学院高 → 早稲田大学 → 横河北辰 | FB           | 265 |
| 大貫慎二                       | 1962年3月16日（63歳）   | 94 🏴󠁧󠁢󠁥󠁮󠁧󠁿ⓦ   | 15    | 80 🇫🇷   | 東京都：日本大学高 → 日本体育大学 → サントリー                                                                                        | WTB          | 264 |
| 越山昌彦                       | 1961年4月7日（64歳）    | 97 🇳🇿    | 9     | 80 🇫🇷   | 山梨県立日川高 → 日本体育大学 → 山梨教員                                                                                              | FL           | 263 |
| 木村敏隆                       | 1963年6月25日（62歳）   | 98 🇳🇿    | 10    | 80 🇫🇷   | 広島県：県立広島工業高 → 同志社大学 → ワールド                                                                                        | PR           | 262 |
| 東田哲也                       | 1962年8月15日（62歳）   | 79 🏴󠁧󠁢󠁷󠁬󠁳󠁿    | 1     | 79 🏴󠁧󠁢󠁷󠁬󠁳󠁿   | 大阪工業大学高 → 同志社大学 → ワールド 楽天ペイメント▪六甲クラブ総監督                                                                | WTB          | 261 |
| 小林日出夫                     | 1961年4月29日（64歳）   | 92 🇰🇷    | 7     | 78      | 目黒学院高 → 明治大学 → 新日鐵釜石、チタカ・インターナショナル・フーズ社長                                                            | CTB          | 260 |
| 高田健造                       | 1961年9月10日（63歳）   | 78       | 1     | 78      | 大阪工業大学高 → 明治大学 → 博報堂 | FL           | 259 |
| 川地光二                       | 1959年7月22日（66歳）   | 82 🇰🇷    | 2     | 78      | 熊本県立熊本工業高 → 明治大学 → 日新製鋼                                                                                              | LO           | 258 |
| 大八木淳史 Ⓒ                   | 1961年8月15日（63歳）   | 114 🇿🇼ⓦ  | 30    | 78      | 京都府：市立伏見工業高 → 同志社大学 → 神戸製鋼 → 芦屋学園中高校長、関西オートメイション                                               | LO           | 257 |
| 工藤隆志                       | 1953年7月20日（72歳）   | 62 🏴󠁧󠁢󠁥󠁮󠁧󠁿    | 1     | 62 🏴󠁧󠁢󠁥󠁮󠁧󠁿   | 大和高 → 東海大学 → 東芝府中 | WTB          | 256 |
| 夏井和夫                       | 1933年1月7日            | 14 🇦🇺    | 2     | 13 🇦🇺   | 秋田高 → 明治大学 → 安田火災 | PR           | 255 |
| 渡辺登                         | 1956年7月5日（69歳）    | 77 🇰🇷    | 1     | 77 🇰🇷   | 埼玉県立熊谷工業高 → 明治大学 → 横河電機                                                                                              | WTB          | 254 |
| 森岡公隆                       | 1959年2月13日（66歳）   | 77 🇰🇷    | 1     | 77 🇰🇷   | 長崎南高/同志社大学 → 三菱重工長崎 | SO           | 253 |
| 平尾誠二 ⒸⒽ                    | 1963年1月21日（53歳没） | 127 🇮🇪ⓦ  | 35    | 74 🇳🇿   | 京都府：市立伏見工業高 → 同志社大学 → 神戸製鋼                                                                                        | SO、CTB      | 252 |
| 河瀬泰治                       | 1959年6月15日（66歳）   | 95 🇦🇺ⓦ   | 10    | 74 🇳🇿   | 大阪府：大阪工業大学高 → 明治大学 → 東芝府中 摂南大学監督、摂南大学教授                                                               | LO           | 251 |
| 近藤高信                       | 1957年4月2日（68歳）    | 75       | 2     | 73 🇳🇿   | 二松學舍大学附属高 → 東洋大学 → 九州電力                                                                                              | LO           | 250 |
| 本城和彦                       | 1960年7月12日（65歳）   | 87 🇫🇷    | 10    | 71 🇨🇦   | 東京都：國學院大學久我山高 → 早稲田大学 → サントリー 日本テレビ放送網スポーツ局                                                       | WTB          | 249 |
| 井上雅浩                       | 1957年9月24日（67歳）   | 77 🇰🇷    | 5     | 71 🇨🇦   | 天理高 → 同志社大学 → サントリー | HO           | 248 |
| 豊田典俊                       | 1958年10月1日（66歳）   | 70 🇭🇰    | 1     | 70 🇭🇰   | 大阪府立島本高 → 同志社大学 → 丸紅 | LO           | 247 |
| 辻悦朗                         | 1958年1月30日（67歳）   | 77 🇰🇷    | 6     | 67 🇫🇷   | 大阪府立淀川工業高 → 日本体育大学 → トヨタ自工                                                                                        | WTB          | 246 |
| 池田洋七郎                     | 1957年10月12日（67歳）  | 81 🇫🇷    | 4     | 68 🇰🇷   | 大阪府立枚方高 → 中京大学 → トヨタ自工                                                                                                | PR           | 245 |
| 平井俊洋                       | 1952年6月11日（73歳）   | 74 🇳🇿    | 3     | 68 🇰🇷   | 同志社香里高 → 同志社大学 → トヨタ自工                                                                                                | HO           | 244 |
| 金谷福身                       | 1957年8月12日（67歳）   | 85 🇮🇪    | 12    | 67 🇫🇷   | 宮崎県立高鍋高 → 明治大学 → 日新製鋼                                                                                                  | CTB          | 243 |
| 小西義光                       | 1957年4月20日（68歳）   | 98 🇳🇿    | 23    | 67 🇫🇷   | 宮崎県立高鍋高 → 専修大学 → サントリー                                                                                                | SH           | 242 |
| 林敏之 Ⓒ                       | 1960年2月8日（65歳）    | 115 🇭🇰   | 38    | 67 🇫🇷   | 徳島県：県立城北高 → 同志社大学 → 神戸製鋼                                                                                            | LO           | 241 |
| 及川紳一                       | 1955年12月19日（69歳）  | 66 🇳🇱    | 1     | 66 🇳🇱   | 盛岡工高 → 日本大学 → 東芝府中 | SO           | 240 |
| 伊藤隆                         | 1955年12月7日（69歳）   | 77 🇰🇷    | 8     | 66 🇳🇱   | 宮城県石巻高 → 早稲田大学 → リコー | FL           | 239 |
| 川地光                         | 1957年1月6日（68歳）    | 82 🇰🇷    | 10    | 66 🇳🇱   | 熊本県立熊本工業高 → 東洋大学 → 九州電力                                                                                              | LO           | 238 |
| 藤田剛 Ⓒ                       | 1961年1月27日（64歳）   | 113 🇮🇪ⓦ  | 32    | 66 🇳🇱   | 大阪府：大阪工業大学高 → 明治大学 → 日新製鋼 →日本IBM クボタ監督、明大ヘッドコーチ、日本大学FWコーチ                                  | HO ⓦ         | 237 |
| 高橋寛彰                       | 1957年10月8日（67歳）   | 65 🇳🇿    | 1     | 65 🇳🇿   | 秋田県立秋田工業高 → 日本大学 → 秋田市役所                                                                                            | FL           | 236 |
| 千田美智仁                     | 1958年12月22日（66歳）  | 94 🏴󠁧󠁢󠁥󠁮󠁧󠁿ⓦ   | 26    | 65 🇳🇿   | 岩手県：県立黒沢尻工業高 → 新日鐵釜石                                                                                                 | LO           | 235 |
| 石山次郎                       | 1957年5月22日（68歳）   | 87 🇫🇷    | 18    | 65 🇳🇿   | 秋田県：県立能代工業高 → 新日鐵釜石。「スクラム釜石」の代表理事                                                                       | PR           | 234 |
| 瀬下和夫                       | 1957年8月20日（67歳）   | 77 🇰🇷    | 12    | 65 🇳🇿   | 秋田県：県立秋田工業高 → 明治大学 → 秋田市役所。代々木建設代表                                                                        | LO           | 233 |
| 瀬川健三                       | 1957年9月25日（67歳）   | 70 🇭🇰    | 2     | 64      | 長崎西高 → 明治大学 → 三菱重工長崎 | LO           | 232 |
| 戸嶋秀夫                       | 1954年8月11日           | 82 🇰🇷    | 14    | 64      | 秋田県：県立金足農業高 → 日本大学 → 秋田市役所→東芝府中。東芝府中 監督                                                                | WTB          | 231 |
| 谷藤尚之                       | 1951年9月15日           | 83 🇺🇸    | 14    | 62 🏴󠁧󠁢󠁥󠁮󠁧󠁿   | 函館西高 → 新日鐵釜石 | FB           | 230 |
| 洞口孝治 Ⓒ                     | 1953年11月3日           | 94 🏴󠁧󠁢󠁥󠁮󠁧󠁿ⓦ   | 24    | 62 🏴󠁧󠁢󠁥󠁮󠁧󠁿   | 岩手県：県立釜石工業高 → 新日鐵釜石                                                                                                   | PR           | 229 |
| 矢島鉄朗                       | 1955年8月10日（69歳）   | 64       | 3     | 61 🇰🇷   | 報徳学園高 → 同志社大学 → トヨタ自工                                                                                                  | FB           | 228 |
| 北原敏彦                       | 1952年3月22日           | 61 🇰🇷    | 1     | 61 🇰🇷   | 飯塚商業高 → 八幡製鐵 | LO           | 227 |
| 豊田偉明                       | 1956年9月23日（68歳）   | 61 🇰🇷    | 1     | 61 🇰🇷   | 近畿大学附属高 → /近鉄 | PR           | 226 |
| 坂本満                         | 1954年7月7日（71歳）    | 68 🇰🇷    | 3     | 60 🇫🇷   | 福島県立勿来工業高 → 大東文化大学 → 東京三洋                                                                                          | FL           | 225 |
| 波々伯部稔                     | 1952年8月1日            | 61 🇰🇷    | 2     | 60 🇫🇷   | 同志社高 → 同志社大学 → ユニチカ | HO           | 224 |
| 松本純也                       | 1955年1月25日（70歳）   | 74 🇳🇿    | 10    | 58 🏴󠁧󠁢󠁳󠁣󠁴󠁿   | 山梨県立日川高 → 早稲田大学 → 山梨教員                                                                                                | SH           | 223 |
| 南村明美                       | 1948年1月3日            | 57       | 1     | 57      | 北海道北見北斗高 → 新日鐵釜石 | SH           | 222 |
| 斎藤功                         | 1941年12月13日          | 57       | 1     | 57      | 長野県松本工業高 → 東京三洋 | FL           | 221 |
| 瀬川清                         | 1954年3月21日           | 59       | 3     | 57      | 岩手県立釜石工業高 → 新日鐵釜石 | LO           | 220 |
| 畠山剛                         | 1950年8月7日            | 64       | 9     | 55 🇮🇹   | 秋田西中 → 新日鐵釜石 | LO           | 219 |
| 熊谷直志                       | 1954年4月22日           | 60 🇫🇷    | 3     | 53 🏴󠁧󠁢󠁷󠁬󠁳󠁿   | 岩手県立黒沢尻工業高 → 明治大学 → 明治生命                                                                                            | LO           | 218 |
| 村口和夫                       | 1949年5月10日           | 56 🇰🇷    | 2     | 52 🏴󠁧󠁢󠁳󠁣󠁴󠁿   | 生野高 → 同志社大学 → 新日鐵釜石 | WTB          | 217 |
| 安井敏明                       | 1953年2月22日           | 62 🏴󠁧󠁢󠁥󠁮󠁧󠁿    | 8     | 52 🏴󠁧󠁢󠁳󠁣󠁴󠁿   | 大阪府立四條畷高 → 同志社大学 → 神戸製鋼                                                                                              | PR           | 216 |
| 南川洋一郎                     | 1954年9月24日           | 77 🇰🇷    | 19    | 51      | 福岡県立福岡高 → 早稲田大学 → 新日鐵八幡                                                                                              | CTB          | 215 |
| 氏野博隆                       | 1955年1月23日           | 77 🇰🇷    | 12    | 51      | 天理高 → 同志社大学 → 東京三洋 | WTB          | 214 |
| 津山武雄                       | 1954年1月4日            | 56 🇰🇷    | 2     | 51      | 広島県立広島工業高 → 明治大学 → 九州電力                                                                                              | SH           | 213 |
| 豊山京一                       | 1954年5月30日           | 66 🇳🇱    | 6     | 51      | 福岡県立福岡高 → 早稲田大学 → 博報堂                                                                                                  | FL           | 212 |
| 阿刀裕嗣                       | 1953年8月22日（71歳）   | 51       | 1     | 51      | 福岡県：県立福岡高 → 明治大学 → 神戸製鋼。朝一番!OKINKA-TV キャスター社会福祉法人恵松会 理事長                                        | FL           | 211 |
| 笹田学                         | 1953年7月21日（72歳）   | 64       | 8     | 51      | 岩手県：盛岡工高 → 明治大学 → 横河電機、横河電機常務執行役員                                                                          | HO           | 210 |
| 金指敦彦                       | 1951年7月28日           | 50 🇳🇿    | 1     | 50 🇳🇿   | 下田北高 → 早稲田大学 → トヨタ自工 | WTB          | 209 |
| 袋館龍太郎                     | 1952年11月14日          | 68 🇰🇷    | 11    | 50 🇳🇿   | 岩手県立福岡高 → 東海大学 → 東芝府中                                                                                                  | LO           | 208 |
| 仲山健                         | 1954年4月3日            | 73 🇳🇿    | 9     | 50 🇳🇿   | 新潟県立新潟工業高 → 三菱自工京都 | PR           | 207 |
| 上田昭夫                       | 1952年10月21日          | 63 🏴󠁧󠁢󠁥󠁮󠁧󠁿    | 6     | 49 🏴󠁧󠁢󠁷󠁬󠁳󠁿   | 東京都：慶應義塾高 → 慶應義塾大学 → 東京海上火災：トヨタ自工、慶大監督、フジテレビ                                                    | SH           | 206 |
| 星野繁一                       | 1955年1月1日            | 61 🇰🇷    | 6     | 49 🏴󠁧󠁢󠁷󠁬󠁳󠁿   | 西京商高 → 早稲田大学 → リコー | SO           | 205 |
| 宮内正幸                       | 1948年11月18日          | 57       | 4     | 49 🏴󠁧󠁢󠁷󠁬󠁳󠁿   | 石川県立羽咋工業高 → 中央大学 → 東京三洋                                                                                              | PR           | 204 |
| 和田透                         | 1950年1月29日（75歳）   | 65 🇳🇿    | 8     | 47 🇦🇺   | 北海道：北海道函館北高 → 新日鐵釜石                                                                                                   | HO           | 203 |
| 小林一郎                       | 1950年7月16日           | 64       | 18    | 46 🇦🇺   | 岩手県立釜石北高 → 新日鐵釜石 | No8          | 202 |
| 平木明生                       | 1949年12月25日          | 45       | 1     | 45      | 愛媛大学 → リコー | WTB          | 201 |
| 栗原進                         | 1948年5月13日           | 44 🇱🇰    | 1     | 44 🇱🇰   | 本郷高 → 東洋大学 → 近鉄 | WTB          | 200 |
| 狩野均                         | 1952年6月7日            | 77 🇰🇷    | 2     | 44 🇱🇰   | 同志社高 → 同志社大学 → 東京三洋 | CTB          | 199 |
| 田中伸典                       | 1954年3月8日            | 77 🇰🇷    | 16    | 44 🇱🇰   | 天理高 → 天理大学 → トヨタ自工 | WTB          | 198 |
| 小藪修 Ⓗ                       | 1947年10月24日（77歳）  | 44 🇱🇰    | 1     | 44 🇱🇰   | 大阪府：府立淀川工業高 → 同志社大学 → 新日鐵釜石 → 新日鐵釜石 監督                                                                    | SO           | 197 |
| 松尾雄治 Ⓒ                     | 1954年1月20日（71歳）   | 82 🇰🇷    | 24    | 44 🇱🇰   | 東京都：目黒学院高 → 明治大学 → 新日鐵釜石                                                                                            | SH/SO        | 196 |
| 山下治                         | 1952年12月27日          | 44 🇱🇰    | 1     | 44 🇱🇰   | 山梨県立日川高 → 早稲田大学 → 博報堂                                                                                                  | FL           | 195 |
| 豊田茂                         | 1949年10月8日           | 44 🇱🇰    | 1     | 44 🇱🇰   | 磐城農高 → 中央大学 → リコー | LO           | 194 |
| 石塚武生 Ⓒ                     | 1952年5月18日           | 78       | 28    | 41 🇳🇿   | 東京都：國學院大學久我山高 → 早稲田大学 → リコー→伊勢丹常総学院高監督                                                                 | FL           | 193 |
| 吉田正雄 Ⓒ                     | 1950年12月20日          | 61 🇰🇷    | 18    | 42 🇳🇿   | 近畿大学附属高等 → 法政大学 → 近鉄 | CTB          | 192 |
| 森重隆 Ⓒ                       | 1951年11月6日（73歳）   | 69 🇦🇺    | 27    | 42 🇳🇿   | 福岡県：県立福岡高 → 明治大学 → 新日鐵釜石、福岡高校 監督、ラグビー協会会長                                                           | CTB          | 191 |
| 有賀健                         | 1951年2月24日（74歳）   | 59       | 15    | 41 🇳🇿   | 山梨県：県立日川高 → 日本体育大学 → リコー。息子は有賀剛で親子2代に渡り代表選出                                                       | WTB          | 190 |
| 高田司 Ⓒ                       | 1949年2月2日            | 59       | 18    | 41 🇳🇿   | 秋田県立秋田工業高 → 明治大学 → トヨタ自工、NEC監督                                                                                   | PR           | 189 |
| 井口雅勝                       | 1949年11月26日（75歳）  | 48 🏴󠁧󠁢󠁷󠁬󠁳󠁿    | 8     | 40 🇫🇷   | 京都府：東山高 → 法政大学 → 栗田工業                                                                                                  | SO           | 188 |
| 吉田純司                       | 1949年6月3日            | 40 🇫🇷    | 1     | 40 🇫🇷   | 報徳学園高 → 明治大学 → 新日鉄八幡 | FL           | 187 |
| 大東和美 Ⓒ                     | 1948年10月22日（76歳）  | 44 🇱🇰    | 6     | 38 🏴󠁧󠁢󠁷󠁬󠁳󠁿   | 兵庫県：報徳学園高 → 早稲田大学 → 住友金属和歌山Jリーグ・鹿島アントラーズ代表取締役社長、日本スポーツ振興センター理事長               | HO           | 186 |
| 植山信幸 Ⓒ                     | 1952年3月4日（73歳）    | 60 🇫🇷    | 19    | 39 🏴󠁧󠁢󠁥󠁮󠁧󠁿   | 福岡県：報徳学園高 → 早稲田大学 → 横河電機                                                                                            | FB           | 185 |
| 赤間英夫                       | 1948年11月21日          | 59       | 14    | 38 🏴󠁧󠁢󠁷󠁬󠁳󠁿   | 福岡電波高 → 日本体育大学 → トヨタ自工                                                                                                | FL           | 184 |
| 山本巌 Ⓒ                       | 1947年2月27日           | 38 🏴󠁧󠁢󠁷󠁬󠁳󠁿    | 1     | 38 🏴󠁧󠁢󠁷󠁬󠁳󠁿   | 愛媛県：新田高 → 早稲田大学 → リコー,サントリー監督、松山大学ラグビー部監督                                                           | FB           | 183 |
| 藤原優                         | 1953年7月22日           | 76 🇳🇿    | 22    | 38 🏴󠁧󠁢󠁷󠁬󠁳󠁿   | 山梨県：県立日川高 → 早稲田大学 → 丸紅。林真理子は高校時代の同級生                                                                    | CTB          | 182 |
| 宿澤広朗 Ⓗ                     | 1950年9月1日            | 43 🇳🇿    | 3     | 38 🏴󠁧󠁢󠁷󠁬󠁳󠁿   | 埼玉県：県立熊谷高 → 早稲田大学 → 住友銀行 三井住友銀行取締役専務執行役員                                                             | SH           | 181 |
| 吉野一仁                       | 1949年8月31日           | 38 🏴󠁧󠁢󠁷󠁬󠁳󠁿    | 1     | 38 🏴󠁧󠁢󠁷󠁬󠁳󠁿   | 浪速高 → 大阪経済大学 → 近鉄 | PR           | 180 |
| 柴田浩一                       | 1947年10月14日          | 59       | 10    | 37 🇭🇰   | 長崎南高 → 同志社大学 → 三菱製鋼：住友金属工業、東京三洋                                                                              | LO           | 179 |
| 飯降幸雄                       | 1946年5月9日            | 37 🇭🇰    | 1     | 37 🇭🇰   | 桃山学院高 → 同志社大学 → 東京三洋 | PR           | 178 |
| 宮田浩二                       | 1947年3月20日           | 37 🇭🇰    | 4     | 33 🏴󠁧󠁢󠁥󠁮󠁧󠁿   | 慶應義塾高 → 慶應義塾大学 → 富士鐡釜石                                                                                                | CTB          | 177 |
| 村田義弘                       | 1947年2月21日           | 45       | 11    | 33 🏴󠁧󠁢󠁥󠁮󠁧󠁿   | 茨城県：専大松戸高 → 中央大学 → リコー、中央大 監督                                                                                   | FL、No8      | 176 |
| 原進                           | 1947年1月8日            | 54       | 17    | 31 🇨🇦   | 長崎県：県立諫早農業高 → 東洋大学 → 近鉄 →国際プロレス入団（阿修羅・原）                                                              | PR、No8      | 175 |
| 黒坂敏夫                       | 1947年5月5日            | 49 🏴󠁧󠁢󠁷󠁬󠁳󠁿    | 9     | 31 🇨🇦   | 桃山学院高 → 同志社大学 → 近鉄 | PR           | 174 |
| 石山貴志夫                     | 1946年10月31日          | 32 🇳🇿    | 2     | 30 🇳🇿   | 秋田県立秋田工業高 → 早稲田大学 → 朝日新聞社                                                                                          | CTB          | 173 |
| 小俣忠彦 Ⓒ                     | 1940年8月10日           | 32 🇳🇿    | 3     | 29 🇳🇿   | 神戸高 → 早稲田大学 | HO           | 172 |
| 島崎文治                       | 1945年4月15日           | 40       | 10    | 28 🇹🇭   | 東京都：保善高 → 法政大学 → 東洋工業（現：マツダブルーズーマーズ）、法政大監督                                                        | CTB          | 171 |
| 水谷眞                         | 1945年9月1日            | 36 🇦🇺    | 4     | 28 🇹🇭   | 東京都：目黒学院高 → 法政大学 → リコー → リコー監督、ラグビー協会理事                                                                 | CTB          | 170 |
| 松岡智                         | 1947年1月20日           | 32 🇳🇿    | 3     | 28 🇹🇭   | 徳島県立美馬商工高 → 三菱自工京都 | No8          | 169 |
| 下薗征昭                       | 1943年8月23日           | 40       | 11    | 28 🇹🇭   | 鹿児島県立川内高 → 八幡製鐵 | PR           | 168 |
| 今里良三 ⒽⒸ                    | 1947年3月13日           | 55 🇮🇹    | 23    | 27 🇭🇰   | 兵庫県：報徳学園高 → 中央大学 → 近鉄 → 近鉄 監督                                                                                      | SH           | 167 |
| 内田昌裕                       | 1945年9月26日           | 27 🇭🇰    | 1     | 27 🇭🇰   | 城北高 → 中央大学 → リコー | FL           | 166 |
| 谷川義夫                       | 1945年5月21日           | 27 🇭🇰    | 1     | 27 🇭🇰   | 慶應義塾大学 → 八幡製鐵 | FL           | 165 |
| 寺井敏雄                       | 1946年10月10日          | 56 🇰🇷    | 21    | 27 🇭🇰   | 小倉工業高 → 八幡製鐵 | LO           | 164 |
| 伊藤正義                       | 1944年7月17日           | 27 🇭🇰    | 1     | 27 🇭🇰   | 秋田市立高 → 富士鐡釜石 | LO           | 163 |
| 宮地克実 Ⓗ                     | 1941年3月10日           | 27 🇭🇰    | 1     | 27 🇭🇰   | 大阪府：府立四條畷高 → 同志社大学 → 東京三洋 → 三洋電機 監督                                                                          | PR           | 162 |
| 萬谷勝治                       | 1945年12月7日           | 37 🇭🇰    | 13    | 25 🇳🇿   | 京都府：市立西京高 → 市立堀川高等学校/早稲田大学 → トヨタ自工 → トヨタ監督                                                            | FB           | 161 |
| 井沢義明                       | 1947年5月27日           | 55 🇮🇹    | 24    | 25 🇳🇿   | 北海道：北海道函館北高 → 早稲田大学 → リコー〈 2014没〉                                                                               | FL           | 160 |
| 小笠原博 Ⓒ                     | 1943年4月23日           | 58 🏴󠁧󠁢󠁳󠁣󠁴󠁿    | 24    | 25 🇳🇿   | 青森県：弘前実業高 → 近鉄 | LO           | 159 |
| 猿田武夫                       | 1945年8月5日            | 27 🇭🇰    | 3     | 25 🇳🇿   | 秋田県立秋田工業高 → 早稲田大学 → 東京三洋                                                                                            | PR           | 158 |
| 後川光夫                       | 1945年10月1日           | 39       | 12    | 25 🇳🇿   | 天理高 → 早稲田大学 → リコー | HO           | 157 |
| 川崎守央                       | 1944年4月7日            | 32 🇳🇿    | 6     | 25 🇳🇿   | 大阪府立布施工科高 → 近鉄 | PR           | 156 |
| 伊海田誠男                     | 1939年8月1日            | 24 🇳🇿    | 1     | 24 🇳🇿   | 城北高 → 日本大学 → 近鉄 | FB           | 155 |
| 山岡久                         | 1941年1月17日           | 24 🇳🇿    | 1     | 24 🇳🇿   | 秋田市立高 → 立教大学 → 八幡製鐵 | WTB          | 154 |
| 犬伏一誠                       | 1945年2月6日            | 24 🇳🇿    | 1     | 24 🇳🇿   | 天理高 → 早稲田大学 → 近鉄 | CTB          | 153 |
| 東勝利                         | 1939年11月1日           | 24 🇳🇿    | 1     | 24 🇳🇿   | 北海道北見北斗高 → 立教大学 → 八幡製鐵                                                                                                | SH           | 152 |
| 藤田勝三                       | 1941年12月23日          | 24 🇳🇿    | 1     | 24 🇳🇿   | 同志社香里高 → 同志社大学 → エーコンクラブ：いの子屋                                                                                  | No8          | 151 |
| 加藤猛                         | 1944年2月17日           | 24 🇳🇿    | 1     | 24 🇳🇿   | 新潟商高 → 早稲田大学 → 東京三洋 | FL           | 150 |
| 小宮東彦                       | 1941年3月31日           | 24 🇳🇿    | 1     | 24 🇳🇿   | 福岡県立福岡工業高 → 八幡製鐵 | PR           | 149 |
| 村山繁                         | 1944年8月2日            | 24 🇳🇿    | 1     | 24 🇳🇿   | 成城高 → 早稲田大学 | HO           | 148 |
| 桂口力                         | 1945年11月27日          | 30 🇳🇿    | 5     | 23 🇳🇿   | 福岡県：小倉工高 → 法政大学 → 九州電力                                                                                                | FB           | 147 |
| 横井章 Ⓒ                       | 1941年5月1日            | 41 🇳🇿    | 17    | 23 🇳🇿   | 大阪府：府立大手前高 → 早稲田大学 → 三菱自工京都                                                                                      | CTB          | 146 |
| 坂田好弘                       | 1942年9月26日           | 40       | 16    | 23 🇳🇿   | 大阪府：京都府立洛北 → 同志社大学 → 近鉄 →大阪体育大監督                                                                              | WTB          | 145 |
| 蒲原忠正                       | 1944年6月15日           | 39       | 14    | 23 🇳🇿   | 天理高 → 早稲田大学 → 天理教本部 | SO           | 144 |
| 大久保吉則                     | 1941年3月30日           | 26 🇳🇿    | 3     | 23 🇳🇿   | 奈良県：天理高 → 法政大学 → 近鉄 → 近鉄 監督                                                                                          | SH           | 143 |
| 石田元成                       | 1942年10月30日          | 30 🇳🇿    | 4     | 23 🇳🇿   | 愛知県：名古屋市立西陵高 → 法政大学 → 電電東海、NTT東海 総監督                                                                        | No8          | 142 |
| 山口良治                       | 1943年2月15日（82歳）   | 39       | 13    | 23 🇳🇿   | 福井県：県立若狭農林高 → 日本体育大学 → 岐阜教員、伏見工業高総監督、環太平洋大学総監督、『スクール☆ウォーズ』のモデル                 | FL           | 141 |
| 鎌田勝美                       | 1943年9月24日           | 32 🇳🇿    | 5     | 23 🇳🇿   | 秋田県：県立金足農業高等学校/法政大学 → 近鉄                                                                                          | LO           | 140 |
| 堀越慈                         | 1941年8月1日            | 26 🇳🇿    | 4     | 23 🇳🇿   | 東京都：都立三田高 → 慶應義塾大学 → ライオン歯磨、ラグビー協会理事、ニールセン・ジャパン 代表取締役、株式会社フォーサイト21代表取締役 | LO           | 139 |
| 神野崇                         | 1941年10月22日          | 23 🇳🇿    | 1     | 23 🇳🇿   | 神戸商高 → 関西大学 → 近鉄 | PR           | 138 |
| 天明徹                         | 1942年8月3日            | 24 🇳🇿    | 2     | 23 🇳🇿   | 秋田県立秋田工業高 → 日本大学 → 東京三洋                                                                                              | HO           | 137 |
| 伊藤忠幸 Ⓒ                     | 1941年11月15日          | 43 🇳🇿    | 19    | 22      | 東京都：保善高 → 法政大学 → リコー | WTB          | 136 |
| 尾崎眞義 Ⓒ                     | 1940年4月12日           | 27 🇭🇰    | 5     | 22      | 東京都：村野工高 → 法政大学 → トヨタ自工                                                                                              | SO、CTB      | 135 |
| 北島治彦                       | 1940年9月15日           | 22       | 1     | 22      | 日本学園高 → 明治大学 → 八幡製鐵 | SO           | 134 |
| 三浦修五郎                     | 1939年6月20日           | 22       | 1     | 22      | 秋田県立金足農業高 → 明治大学 → 日野自動車                                                                                            | SH           | 133 |
| 植木史朗                       | 1937年9月7日            | 22       | 1     | 22      | 福岡県立福岡高 → 八幡製鐵 | No8          | 132 |
| 石塚広治                       | 1941年9月7日            | 26 🇳🇿    | 5     | 22      | 京都府：府立朱雀高 → 同志社大学 → 近鉄：飛鳥ゴルフ株式会社 社長                                                                       | FL、No8      | 131 |
| 西住弘久                       | 1939年5月25日           | 22       | 1     | 22      | 福岡県立福岡工業高 → 八幡製鐵 | FL           | 130 |
| 草津正武                       | 1942年2月13日           | 22       | 1     | 22      | 熊本県：県立熊本工業高 → 八幡製鐵：プロレスラー                                                                                       | LO           | 129 |
| 岡部英二 Ⓒ                     | 1938年9月17日           | 24 🇳🇿    | 2     | 22      | 北海道北見北斗高 → 明治大学 → 八幡製鐵                                                                                                | LO           | 128 |
| 山田耕二                       | 1942年5月23日           | 22       | 1     | 22      | 愛知県：名古屋市立工芸 → 日本体育大学 → 名古屋教員：豊田自動織機 総監督                                                               | PR           | 127 |
| 村田一男                       | 1942年10月8日           | 22       | 1     | 22      | 成城高 → 明治大学 → 八幡製鐵 | HO           | 126 |
| 川崎和夫                       | 1941年2月8日            | 23 🇳🇿    | 2     | 22      | 京王高 → 立教大学 → リコー | PR           | 125 |
| 山田敬介                       | 1937年1月27日           | 21       | 1     | 21      | 福岡県立福岡高 → 慶應義塾大学 | FL           | 124 |
| 松信要三                       | 1937年1月28日           | 22       | 2     | 20      | 山田高 → 明治大学 → 八幡製鐵 | FB           | 123 |
| 石井堅司                       | 1938年6月1日            | 21       | 2     | 20      | 慶應義塾高 → 慶應義塾大学 | CTB          | 122 |
| 平島正登                       | 1936年11月12日          | 20       | 1     | 20      | 福岡県立修猷館高 → 慶應義塾大学 → 横河電機                                                                                            | SO           | 121 |
| 龍野和久 Ⓒ                     | 1931年12月12日          | 20       | 1     | 20      | 慶應義塾志木高 → 慶應義塾大学 → 東洋製罐                                                                                              | No8          | 120 |
| 結城昭康                       | 1936年5月8日            | 20       | 1     | 20      | 福岡県：県立修猷館高 → 早稲田大学 → 結城住建、早稲田大監督                                                                            | PR           | 119 |
| 赤津喜一郎                     | 1932年2月25日           | 20       | 1     | 20      | 宇都宮高 → 慶應義塾大学 → 東横百貨店                                                                                                  | HO           | 118 |
| 原田輝美                       | 1936年3月4日            | 19       | 1     | 19      | 熊本県立熊本工業高 → 同志社大学 → 京都市役所                                                                                          | FB           | 117 |
| 北岡進                         | 1938年1月3日            | 21       | 2     | 18      | 保善高 → 早稲田大学 → 八幡製鐵 | FB           | 116 |
| 冨永栄喜                       | 1936年3月27日           | 20       | 3     | 18      | 宮城県石巻高 → 早稲田大学 → 谷藤機械                                                                                                  | FL           | 115 |
| 宮島欽一                       | 1936年1月2日            | 20       | 3     | 18      | 慶應義塾高 → 慶應義塾大学 | FL           | 114 |
| 大塚謙次                       | 1936年7月11日           | 20       | 2     | 18      | 同志社香里高 → 同志社大学 | LO           | 113 |
| 田中聖二                       | 1936年7月8日            | 21       | 4     | 18      | 佐賀高 → 早稲田大学 → 日野自動車 | LO           | 112 |
| 志賀英一                       | 1937年4月20日           | 21       | 3     | 18      | 秋田県立秋田工業高 → 早稲田大学 | HO           | 111 |
| 尾崎政雄                       | 1936年7月26日           | 21       | 2     | 17 🇳🇿   | 松山東高：早稲田大学 → 八幡製鐵 | No8          | 110 |
| 日比野弘 Ⓗ                     | 1934年11月20日          | 21       | 3     | 16 🇳🇿   | 東京都：都立大泉高 → 早稲田大学 → 東横百貨店,叙従五位                                                                                 | WTB          | 109 |
| 谷口隆三                       | 1936年5月20日           | 17 🇳🇿    | 2     | 16 🇳🇿   | 秋田高 → 早稲田大学 → 日本鉱業 | CTB          | 108 |
| 堀川文男                       | 1932年10月28日          | 17 🇳🇿    | 2     | 16 🇳🇿   | 北野高 → 関西学院大学 → 大阪府警察 | SH           | 107 |
| 小林清                         | 1936年9月9日            | 21       | 6     | 16 🇳🇿   | 秋田県立秋田工業高 → 明治大学 → 秋田市役所                                                                                            | PR           | 106 |
| 青井達也 Ⓒ                     | 1932年7月3日            | 22       | 6     | 15 🇳🇿   | 大阪府：府立天王寺高 → 慶應義塾大学 → 横河電機：日本HP 取締役                                                                         | CTB          | 105 |
| 榎本力雄                       | 1936年7月15日           | 20       | 4     | 15 🇳🇿   | 北海道北見北斗高 → 明治大学 → 九州電力                                                                                                | WTB          | 104 |
| 今村耕一                       | 1937年2月27日           | 21       | 5     | 15 🇳🇿   | 同志社高 → 慶應義塾大学 → 東横百貨店                                                                                                  | SH           | 103 |
| 片倉胖                         | 1934年11月6日           | 21       | 5     | 15 🇳🇿   | 千歳高 → 早稲田大学 → 日野自動車 | LO           | 102 |
| 藤晃和                         | 1935年5月3日            | 21       | 5     | 15 🇳🇿   | 福岡県立福岡高 → 明治大学 → 八幡製鐵                                                                                                  | PR           | 101 |
| 南義明                         | 1930年8月11日           | 17 🇳🇿    | 2     | 15 🇳🇿   | 尼崎中 → 関西学院大学 → 近鉄 | PR           | 100 |
| 山本昌三郎                     | 1932年4月1日            | 14 🇦🇺    | 1     | 14 🇦🇺   | 小倉高 → 早稲田大学 → 日野自動車 | SH           | 99  |
| 小原隆一                       | 1933年11月5日           | 14 🇦🇺    | 1     | 14 🇦🇺   | 横浜商高 → 明治大学 | LO           | 98  |
| 高岡晃一                       | 1933年10月10日          | 13 🇦🇺    | 1     | 13 🇦🇺   | 布施高 → 関西学院大学 | CTB          | 97  |
| 新井茂裕                       | 1933年4月1日            | 19       | 6     | 13 🇦🇺   | 村野工高 → 早稲田大学 → 京都市役所、旧名：新井大済                                                                                    | SO           | 96  |
| 須藤孝                         | 1934年3月5日            | 16 🇳🇿    | 3     | 13 🇦🇺   | 天理高 → 日本大学 → 川崎重工業 | FL           | 95  |
| 宮井国夫                       | 1932年12月3日           | 22       | 11    | 12 🇦🇺   | 北海道：北海道北見北斗高 → 明治大学 → 八幡製鐵                                                                                        | WTB          | 94  |
| 寺西博                         | 1935年2月8日            | 20       | 5     | 12 🇦🇺   | 北海道：北海道北見北斗高 → 明治大学 → 日本鉱業：明大ラグビー部監督                                                                    | CTB          | 93  |
| 近藤功                         | 1934年2月25日           | 13 🇦🇺    | 2     | 12 🇦🇺   | 日本大学第二高 → 日本大学 | WTB          | 92  |
| 堀博俊 Ⓒ                       | 1926年2月5日            | 12 🇦🇺    | 1     | 12 🇦🇺   | 福岡県：県立修猷館高 → 早稲田大学 → 三井化学                                                                                          | SO           | 91  |
| 山崎靖彦                       | 1931年5月7日            | 12 🇦🇺    | 1     | 12 🇦🇺   | ジャック・コーネルセン | FL           | 90  |
| 柴田孝                         | 1933年5月18日           | 12 🇦🇺    | 1     | 12 🇦🇺   | 成城学園高 → 慶應義塾大学 | LO           | 89  |
| 真野克宏                       | 1932年3月30日           | 17 🇳🇿    | 6     | 12 🇦🇺   | 磐城高 → 明治大学 → トヨタ自工 | LO           | 88  |
| 吉川公二                       | 1933年9月20日           | 17 🇳🇿    | 6     | 12 🇦🇺   | 秋田県立秋田工業高 → 日本大学 | HO           | 87  |
| 簔口一光                       | 1932年6月25日           | 12 🇦🇺    | 1     | 12 🇦🇺   | 北海道北見北斗高 → 明治大学 → 北見北斗高校教員                                                                                        | PR           | 86  |
| 麻生純三                       | 1931年2月21日           | 14 🇦🇺    | 2     | 11      | 福岡中 → 明治大学 → 福岡ク | SO           | 85  |
| 三苫学                         | 1930年6月18日           | 13 🇦🇺    | 3     | 11      | 福岡県立糸島高 → 明治大学 → 九州電力                                                                                                  | SH           | 84  |
| 松重正明                       | 1933年2月5日            | 15 🇳🇿    | 4     | 11      | 福岡県立福岡高 → 明治大学 → 三井化学                                                                                                  | FL           | 83  |
| 梅井良治 Ⓒ                     | 1931年3月27日           | 17 🇳🇿    | 6     | 11      | 第一商高 → 早稲田大学 | LO           | 82  |
| 佐々木敏郎                     | 1929年3月28日           | 11       | 2     | 10      | 佐賀県立佐賀工業高 → 明治大学 | WTB          | 81  |
| 上坂桂造                       | 1931年2月25日           | 17 🇳🇿    | 2     | 10      | 京都市立堀川高 → 同志社大学 → 近鉄 | SO           | 80  |
| 大塚満弥                       | 1933年3月4日            | 10       | 1     | 10      | 新潟高 → 同志社大学 → 神戸市役所 | SH           | 79  |
| 原田秀雄                       | 1930年4月21日           | 11       | 2     | 10      | 秋田県立秋田工業高 → 早稲田大学 | No8          | 78  |
| 北島輝夫                       | 1932年11月15日          | 14 🇦🇺    | 4     | 10      | 秋田県立秋田工業高 → 明治大学 → 大映                                                                                                  | LO           | 77  |
| 松岡正也                       | 1921年3月26日           | 10       | 1     | 10      | 嘉穂中 → 明治大学 | HO           | 76  |
| 渡部昭彦                       | 1930年4月13日           | 16 🇳🇿    | 3     | 9       | 崇徳高 → 明治大学 → 日本鉱業 | CTB          | 75  |
| 今村隆一                       | 1932年1月29日           | 21       | 7     | 9       | 秋田県立秋田工業高 → 明治大学 | CTB          | 74  |
| 松岡晴夫                       | 1931年3月12日           | 14 🇦🇺    | 3     | 9       | 山田高 → 明治大学 → 九州電力 | SO           | 73  |
| 土屋英明                       | 1929年12月20日          | 9        | 1     | 9       | 福岡県：県立福岡高 → 明治大学 → 大映                                                                                                  | SH           | 72  |
| 大和貞                         | 1930年6月16日           | 9        | 1     | 9       | 北海高 → 明治大学 → 明大中野高校監督                                                                                                  | No8          | 71  |
| 土屋俊明 Ⓒ                     | 1932年2月6日            | 21       | 12    | 9       | 福岡県：福岡県立福岡高 → 明治大学 → 八幡製鐵：ラグビー協会副会長                                                                      | FL           | 70  |
| 竹谷武                         | 1930年4月14日           | 9        | 1     | 9       | 天王寺中 → 慶應義塾大学 → 大丸 | LO           | 69  |
| 夏井末春                       | 1931年8月20日           | 11       | 3     | 9       | 秋田高 → 明治大学 → 横河電機 | PR           | 68  |
| 佐藤英彦                       | 1931年4月29日           | 17 🇳🇿    | 10    | 8       | 福岡県立修猷館高 → 早稲田大学 → 八幡製鐵                                                                                              | FB           | 67  |
| 横岩玄平                       | 1927年5月10日           | 11       | 4     | 8       | 函館商高 → 日本体育大学、早稲田大学 → 日産自動車                                                                                      | WTB          | 66  |
| 大塚卓夫                       | 1931年2月24日           | 8        | 1     | 8       | 兵庫県：北野中 → 関西学院大学 → サントリー：サントリーフーズ社長                                                                      | CTB          | 65  |
| 小山昭一郎                     | 1929年10月3日           | 8        | 1     | 8       | 山口中 → 早稲田大学 | CTB          | 64  |
| 青木良昭                       | 1930年11月23日          | 9        | 2     | 8       | 函館東高 → 早稲田大学 → 日興證券 | WTB          | 63  |
| 柴垣復生                       | 1925年5月4日            | 8        | 1     | 8       | 海軍兵学校 → 京都大学 → 神戸製鋼 | SO           | 62  |
| 門戸良太郎                     | 1928年8月23日           | 8        | 1     | 8       | 天王寺中 → 同志社大学 → 近鉄 | SH           | 61  |
| 広畠登                         | 1930年5月24日           | 11       | 2     | 8       | 同志社高 → 同志社大学 | No8          | 60  |
| 高橋勇作 Ⓒ                     | 1924年5月23日           | 8        | 1     | 8       | 甲南高 → 東京大学 → エーコンクラブ | FL           | 59  |
| 藤井厚                         | 1929年3月17日           | 13 🇦🇺    | 2     | 8       | 函館中 → 早稲田大学 → 日本鋼管 | FL           | 58  |
| 橋本晋一 Ⓒ                     | 1926年11月27日          | 11       | 4     | 8       | 北野中 → 早稲田大学 → セコム | LO           | 57  |
| 田中昭                         | 1929年12月17日          | 9        | 2     | 8       | 早稲田大学 → 川崎重工業 | LO           | 56  |
| 斎藤寮 ⒸⒽ                      | 1926年10月30日          | 11       | 4     | 8       | 北海道：北海中学 → 明治大学 → 大映 | PR、HO       | 55  |
| 中島義信                       | 1920年11月1日           | 9        | 2     | 8       | 徳島県：阿波中 → 立命館大学 → 近鉄、近鉄 監督                                                                                         | HO           | 54  |
| 関川哲男                       | 1930年2月19日           | 11       | 2     | 8       | 佐賀高 → 慶應義塾大学 | PR           | 53  |
| 西善二                         | 1912年2月24日           | 7 🇳🇿     | 1     | 7 🇳🇿    | 神戸一中 → 慶應義塾大学 | WTB          | 52  |
| 和田政雄                       | 1915年1月2日            | 7 🇳🇿     | 1     | 7 🇳🇿    | 韓国：京城公立商業 → 明治大学 → 朝鮮鉄道局：明治大教授                                                                                | SH           | 51  |
| 太田巌                         | 1914年6月25日           | 7 🇳🇿     | 1     | 7 🇳🇿    | 明治大学 → 朝鮮鉄道局 | PR           | 50  |
| 鈴木功                         | 1914年5月24日           | 7 🇳🇿     | 2     | 6 🇳🇿    | 京都一中 → 早大学院高 → 早稲田大学 | FB           | 49  |
| 坂口正二                       | 1913年11月18日          | 7 🇳🇿     | 2     | 6 🇳🇿    | 今宮中 → 早稲田大学 | WTB          | 48  |
| 川越藤一郎                     | 1914年4月9日            | 6 🇳🇿     | 1     | 6 🇳🇿    | 京都府京都府立第一中学校 → 早稲田大学 → 日本ラグビー協会第9代会長                                                                     | CTB          | 47  |
| 木下良平                       | 1913年3月26日           | 7 🇳🇿     | 2     | 6 🇳🇿    | 岡山二中 → 明治大学 | SH           | 46  |
| 山本春樹                       | 1913年11月23日          | 6 🇳🇿     | 1     | 6 🇳🇿    | 京北中 → 早稲田大学 | No8          | 45  |
| 鍋加弘之                       | 1916年10月17日          | 7 🇳🇿     | 2     | 6 🇳🇿    | 神戸二中 → 明治大学 | FL           | 44  |
| 山口和夫 Ⓒ                     | 1912年??月??日          | 7 🇳🇿     | 2     | 6 🇳🇿    | 京北中 → 明治大学 | LO           | 43  |
| 伊藤英夫                       | 不明                    | 6 🇳🇿     | 1     | 6 🇳🇿    | 神戸一中 → 慶應義塾大学 | LO           | 42  |
| 酒井通博                       | 1912年11月28日          | 6 🇳🇿     | 1     | 6 🇳🇿    | 慶應普通部 → 慶應義塾大学 | HO           | 41  |
| 西海一嗣                       | 1912年12月23日          | 7 🇳🇿     | 2     | 6 🇳🇿    | 早稲田大学 | PR           | 40  |
| 橘広                           | 1910年12月11日          | 5 🇦🇺     | 1     | 5 🇦🇺    | 同志社中 → 同志社大学 | CTB          | 39  |
| 内藤卓 Ⓒ                       | 1909年8月10日           | 5 🇦🇺     | 1     | 5 🇦🇺    | 明石中 → 同志社大学 | WTB          | 38  |
| 田川博                         | 1912年9月10日           | 7 🇳🇿     | 2     | 5 🇦🇺    | 慶應義塾大学 | LO           | 37  |
| 辻田勉                         | 1912年??月??日          | 7 🇳🇿     | 2     | 4 🇦🇺    | 京城商 → 明治大学 → 安田火災 | CTB          | 36  |
| 飯森隆一                       | 1910年3月25日           | 5        | 2     | 4 🇦🇺    | 東京第八中 → 早稲田大学 → 西鉄 | SH           | 35  |
| 田治正浩                       | 1913年3月10日           | 5        | 2     | 4 🇦🇺    | 慶應普通部 → 慶應義塾大学 | FL           | 34  |
| 米華真四郎                     | 1914年5月12日           | 7 🇳🇿     | 4     | 4 🇦🇺    | 京都三中 → 早稲田大学 → 川崎重工業 | FL           | 33  |
| 真野喜平                       | 1908年8月26日           | 4 🇦🇺     | 1     | 4 🇦🇺    | 沼津東 → 慶應義塾大学 | LO           | 32  |
| 山本太郎                       | 1911年2月28日           | 5        | 2     | 4 🇦🇺    | 福岡県中学修猷館 → 慶應義塾大学 | PR           | 31  |
| 松田久治                       | 1908年9月26日           | 4 🇦🇺     | 1     | 4 🇦🇺    | 北海中 → 明治大学 | HO           | 30  |
| 野上一郎 Ⓒ                     | 1912年5月10日           | 6 🇳🇿     | 4     | 3 🇨🇦    | 府立三中 → 早稲田大学 | SO           | 29  |
| 笠原恒彦                       | 1911年7月18日           | 7 🇳🇿     | 6     | 2 🇨🇦    | 東京市：北海中 → 明治大学 → 日活俳優：日本大アメフト 初代監督                                                                         | FB           | 28  |
| 馬場武夫 Ⓒ                     | 1904年5月24日           | 2 🇨🇦     | 1     | 2 🇨🇦    | 第三高等学校 → 京都大学 | WTB          | 27  |
| 平生三郎                       | 1911年2月11日           | 3 🇨🇦     | 2     | 2 🇨🇦    | 兵庫県：甲南中 → 京都大学 → 呉羽紡績、東洋紡績副社長                                                                                  | CTB          | 26  |
| 丹羽正彦                       | 1913年1月16日           | 5        | 2     | 2 🇨🇦    | 関西中 → 明治大学 | SO           | 25  |
| 木下太郎                       | 1909年12月12日          | 3 🇨🇦     | 2     | 2 🇨🇦    | 金光中 → 明治大学 | SH           | 24  |
| 足立卓夫 Ⓒ                     | 1908年10月5日           | 3 🇨🇦     | 2     | 2 🇨🇦    | 天王寺中 → 京都大学 | No8          | 23  |
| 都志悌二                       | 1908年4月24日           | 3 🇨🇦     | 2     | 2 🇨🇦    | 同志社中 → 明治大学 | FL           | 22  |
| 岡田由男                       | 1906年11月29日          | 3 🇨🇦     | 2     | 2 🇨🇦    | 富岡中 → 明治大学 | FL           | 21  |
| 大野信次                       | 1909年12月1日           | 5        | 4     | 2 🇨🇦    | 名教中 → 早稲田大学 | LO           | 20  |
| 西垣三郎                       | 1912年4月15日           | 7 🇳🇿     | 6     | 2 🇨🇦    | 立命館中 → 明治大学 | PR           | 19  |
| 松原武七                       | 1911年4月24日           | 5        | 3     | 2 🇨🇦    | 京都一商 → 早稲田大学 → 京北電鉄 | HO           | 18  |
| 伊集院浩                       | 1907年6月14日           | 3 🇨🇦     | 2     | 2 🇨🇦    | 鹿児島県：順天中学 → 明治大学 → 毎日新聞社                                                                                            | PR           | 17  |
| 鈴木秀丸                       | 1907年10月30日          | 1        | 1     | 1       | 東京市：世田谷中学 → 法政大学 → 富士箱根自動車、法政大 監督                                                                           | CTB          | 16  |
| 寺村誠一                       | 1906年2月4日            | 1        | 1     | 1       | 大阪中 → 東京大学 → 毎日新聞社 | FB           | 15  |
| 北野孟郎                       | 1911年3月24日           | 7 🇳🇿     | 6     | 1       | 慶應普通部 → 慶應義塾大学 → 毎日新聞社                                                                                                | WTB          | 14  |
| 柯子彰 Ⓒ                       | 1910年10月22日          | 4 🇦🇺     | 4     | 1       | 台湾：同志社中 → 早稲田大学 → 満州鉄道                                                                                                | CTB          | 13  |
| 藤井貢                         | 1909年8月28日           | 1        | 1     | 1       | 東京市：慶應普通部 → 慶應義塾大学 → 松竹 映画『大の若旦那』主演俳優                                                                   | CTB          | 12  |
| 鳥羽善次郎                     | 1910年2月4日            | 5        | 4     | 1       | 関西中 → 明治大学 | WTB          | 11  |
| 松原健一                       | 1907年11月25日          | 1        | 1     | 1       | 釜山中 → 明治大学 | SH           | 10  |
| 前川丈夫                       | 1904年4月8日            | 1        | 1     | 1       | 慶應普通部 → 慶應義塾大学 | SO           | 9   |
| 清水精三                       | 1911年7月15日           | 5        | 3     | 1       | 慶應普通部 → 慶應義塾大学 | No8          | 8   |
| 和田志良                       | 1904年7月13日           | 1        | 1     | 1       | 三高 → 東京大学 | FL           | 7   |
| 吉沢秀雄 Ⓒ                     | 1903年12月12日          | 1        | 1     | 1       | 慶應普通部 → 慶應義塾大学 | FL           | 6   |
| 知葉友雄 Ⓗ                     | 1905年6月2日            | 1        | 1     | 1       | 大阪府：正則中学校 → 明治大学 → 朝鮮鉄道局：日大監督                                                                                  | LO、FL       | 5   |
| 三島実                         | 1906年2月11日           | 3 🇨🇦     | 3     | 1       | 大阪府立天王寺中学校 → 京都大学 → 三菱化成                                                                                            | LO           | 4   |
| 太田義一                       | 1908年12月24日          | 1        | 1     | 1       | 京都市立第一商業学校 → 早稲田大学 | PR           | 3   |
| 岩下秀三郎                     | 1904年5月14日           | 1        | 1     | 1       | 慶應普通部 → 慶應義塾大学 → 毎日新聞社                                                                                                | PR           | 2   |
| 矢飼督之                       | 1909年6月27日           | 1        | 1     | 1       | 島根県：慶應普通部 → 慶應義塾大学 → 昭和石油専務、日本精蠟社長                                                                        | PR、HO       | 1   |

## 外国出身者
様々な国にルーツを持つ選手（2024年6月現在）
- ニュージーランド【34】：ジェームス・アレジ、デレック・カーペンター、マリー・ウィリアムス、カーン・ヘスケス、クレイグ・ミラー、アダム・パーカー、フィリップ・オライリー、マイケル・ブロードハースト、アンドリュー・マコーミック、ロス・トンプソン、マルジーン・イラウア、ヘイデン・ホップグッド、ルーベン・パーキンソン、ハレ・マキリ、アイブスジャスティン、マレ・サウ、ジェイミー・ジョセフ、ジョージ・コニア、アンドリュー・ミラー、ロバート・ゴードン、ツイヘンドリック、ロビンスブライス、ステファン・ミルン、ダニエル・ケート、グレアム・バショップ、ウィリアム・トゥポウ、ジャック・タラント、グレン・マーシュ、ウェブ将武、トンプソンルーク、ティエナン・コストリー、リーチマイケル、ラファエレティモシー、ワーナー・ディアンズ、ディーン・アングレッシー、カール・トッド
- トンガ【30】：ナタニエラ・オト、シオネ・ラベマイ、ファカタヴァアマト、サウマキアマナキ、ピエイ・マフィレオ、タウファ統悦、アマナキ・レレィ・マフィ、ルアタンギ侍バツベイ、レメキロマノラヴァ、シオネ・ラトゥ、中島イシレリ、ロトアヘアアマナキ大洋、パエアミフィポセチ、カトニ・オツコロ、ホラニ龍コリニアシ、ヴァルアサエリ愛、クリスチャン・ロアマヌ、サミソニ・トゥア、フェツアニ・ラウタイミ、真羽闘力、バツベイシオネ、ヘルウヴェ、シオサイア・フィフィタ、ファウルア・マキシ、アタアタ・モエアキオラ、テアウパシオネ、ノフォムリ・タウモエフォラウ、ロペティ・オト、シナリ・ラトゥ、ホポイ・タイオネ
- オーストラリア【9】：イアン・ウィリアムス、ジェミー・ワシントン、ニコラスライアン、クレイグ・ウィング、ティム・ベネット、ジェームス・ムーア、ディラン・ライリー、ベン・ガンター、ジャック・コーネルセン
- フィジー【8】：パティリアイ・ツイドラキ、ブルース・ファーガソン、グレッグ・スミス、セミシ・マシレワ、アニセサムエラ、サナイラ・ワクァ、ジョネ・ナイカブラ、イシケリ・バシャロ
- サモア（米領）【4】：エケロマ・ルアイウヒ、アリシ・トゥプアイレイ、サム・カレタ、テビタ・タタフ
- 南アフリカ共和国【4】：ヴィンピー・ファンデルヴァルト、ピーター・ラブスカフニ、ゲラード・ファンデンヒーファー、シェーン・ゲイツ
- 韓国【3】金喆元、和田政雄、具智元